# Westfeldzug
Schlacht um die Niederlande

Maastricht – Mill – Den Haag – Rotterdam – Zeeland – Grebbeberg – Afsluitdijk – Bombardierung von Rotterdam
Invasion von Luxemburg

Schusterlinie
Schlacht um Belgien

Fort Eben-Emael – K-W-Linie – Dyle-Plan – Hannut – Gembloux – Lys
Schlacht um Frankreich

Ardennen – Sedan – Maginot-Linie – Weygand-Linie – Arras – Boulogne – Calais – Dünkirchen (Dynamo – Wormhout) – Abbeville – Lille – Paula – Fall Rot – Aisne – Westalpen – Cycle – Saumur – Lagarde – Aerial – Fall Braun

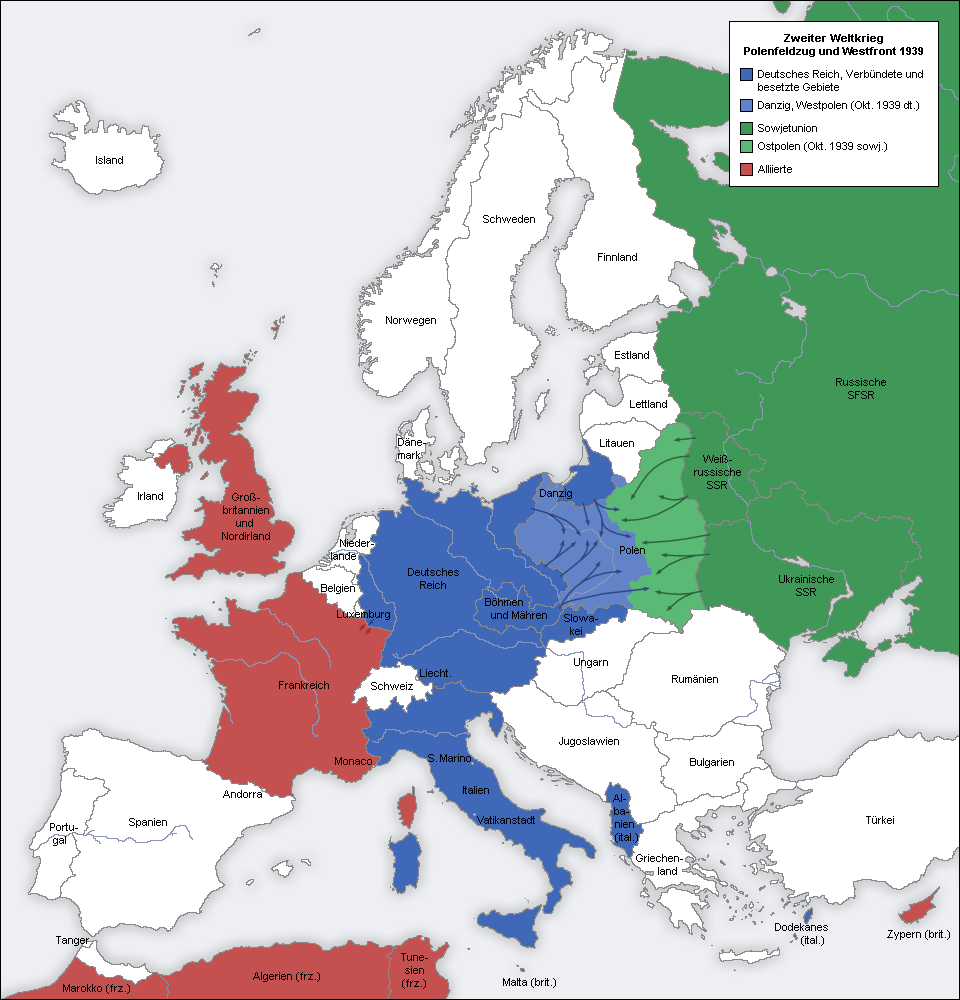
Die Ausgangssituation Ende 1939

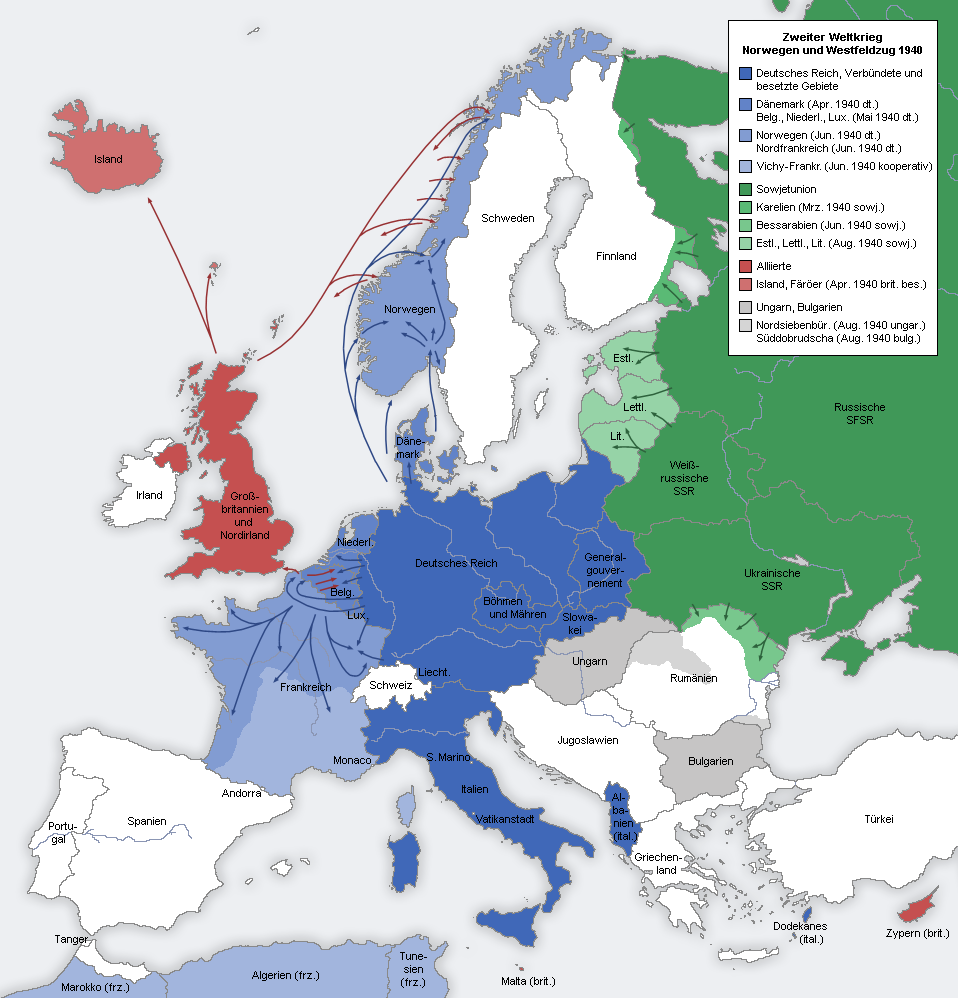
Verlauf und Ergebnis der Kämpfe im Frühjahr und Sommer 1940

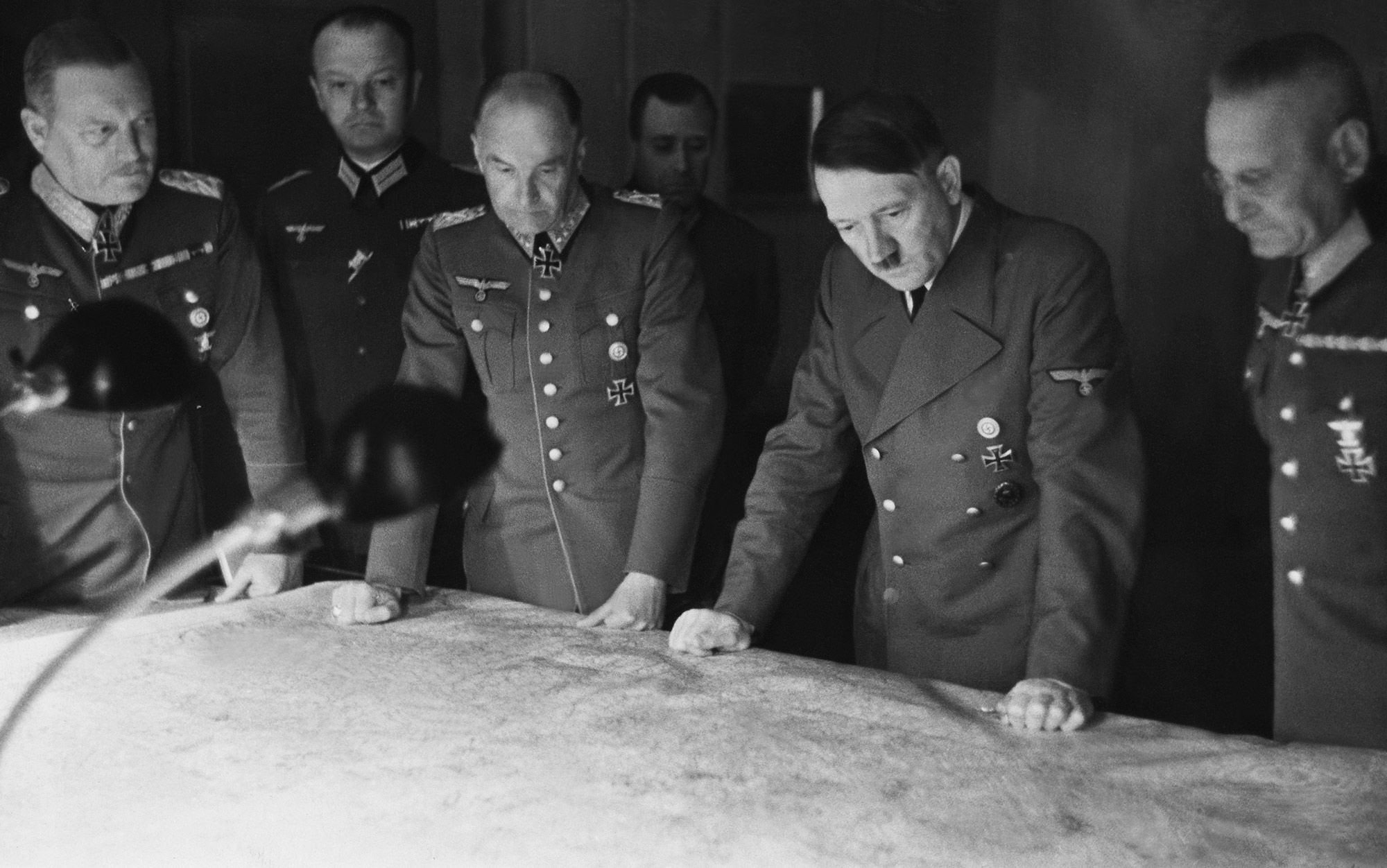
Adolf Hitler im Hauptquartier des Oberbefehlshabers des Heeres, Generalfeldmarschall von Brauchitsch (1940). V. l. n. r. am Kartentisch: Wilhelm Keitel, Walther von Brauchitsch, Hitler, Franz Halder

Der Westfeldzug der deutschen Wehrmacht im Zweiten Weltkrieg, unter Bezug auf das Hauptziel auch Frankreichfeldzug genannt, war die überraschend schnell erfolgreiche Offensive vom 10. Mai bis 25. Juni 1940 gegen Frankreich und die dortigen britischen Expeditionstruppen (Fall Rot), unter Verletzung der Neutralität aller dazwischenliegenden Beneluxstaaten (Fall Gelb). Die Nordflanke der Offensive wird auch als Überfall auf die Niederlande, Belgien und Luxemburg bezeichnet.
Nachdem im September 1939 die Alliierten an der Westfront keine größeren Vorstöße zur Entlastung ihres Bündnispartners Polen ergriffen hatten, kam es nach Abschluss der Kampfhandlungen im Osten (abgesehen vom sowjetischen Winterkrieg gegen Finnland) ab Herbst 1939 zu einem „Sitzkrieg“ der Landstreitkräfte im Westen, der allen Seiten Zeit zu Vorbereitung und Nervenkrieg gab. Vorfälle in Venlo und bei Maasmechelen ergaben Einblicke in Kooperationen der Niederlande und Belgiens mit den Westalliierten. Im April führte ein britisch-deutscher Wettlauf um Norwegen zu dessen Besetzung durch deutsche Truppen.
Der die achtmonatige Pattsituation beendende, häufig als „Blitzkrieg“ bezeichnete Westfeldzug war ein Bewegungskrieg, bei dem der operative Erfolg der deutschen Panzer- und Luftwaffe bei einem Vorstoß durch die Ardennen eine sichelschnittartige Umfassung der eher trägen gegnerischen Hauptkräfte in Nordfrankreich und Benelux ermöglichte, die mit dem Rücken zum Ärmelkanal stehend nach deutschem Haltebefehl vor Dünkirchen teilweise über diesen nach Großbritannien evakuiert werden konnten.
Der im Gegensatz zum langjährigen Grabenkrieg im Ersten Weltkrieg rasante und verlustärmere Verlauf mit nahezu totaler Niederlage Frankreichs markiert einen Wendepunkt der Kriegsgeschichte, viele Streitkräfte mussten ihre Strategie überdenken. Den Schlusspunkt bildete der Waffenstillstand von Compiègne mit Frankreich vom 22. Juni, der drei Tage später in Kraft trat. Nur noch Großbritannien mit Kronkolonien und meist polnische Exiltruppen standen gegen Deutschland, die Luftschlacht um England konnte die Wehrmacht nun direkt von der gesamten Ärmelkanalküste aus führen, den Seekrieg (Atlantikschlacht) von Häfen in Nordnorwegen über Dänemark bis an den Pyrenäen. Nur Südfrankreich blieb zunächst unbesetzt, in den Westalpen war Italien Mitte Juni noch in den Krieg eingetreten. Der Großteil Frankreichs und Benelux blieb über vier Jahre unter direkter deutscher Kontrolle.

## Vorgeschichte

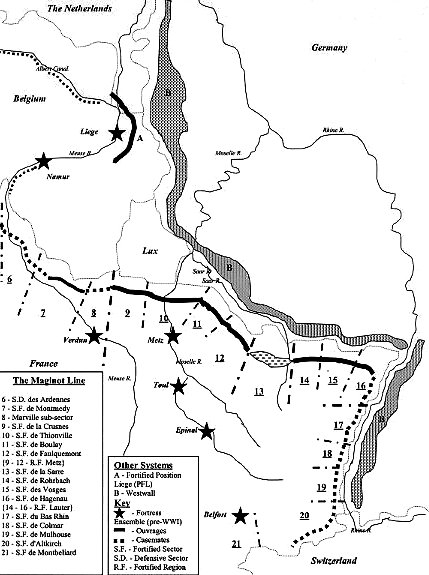
Verlauf der Maginot-Linie

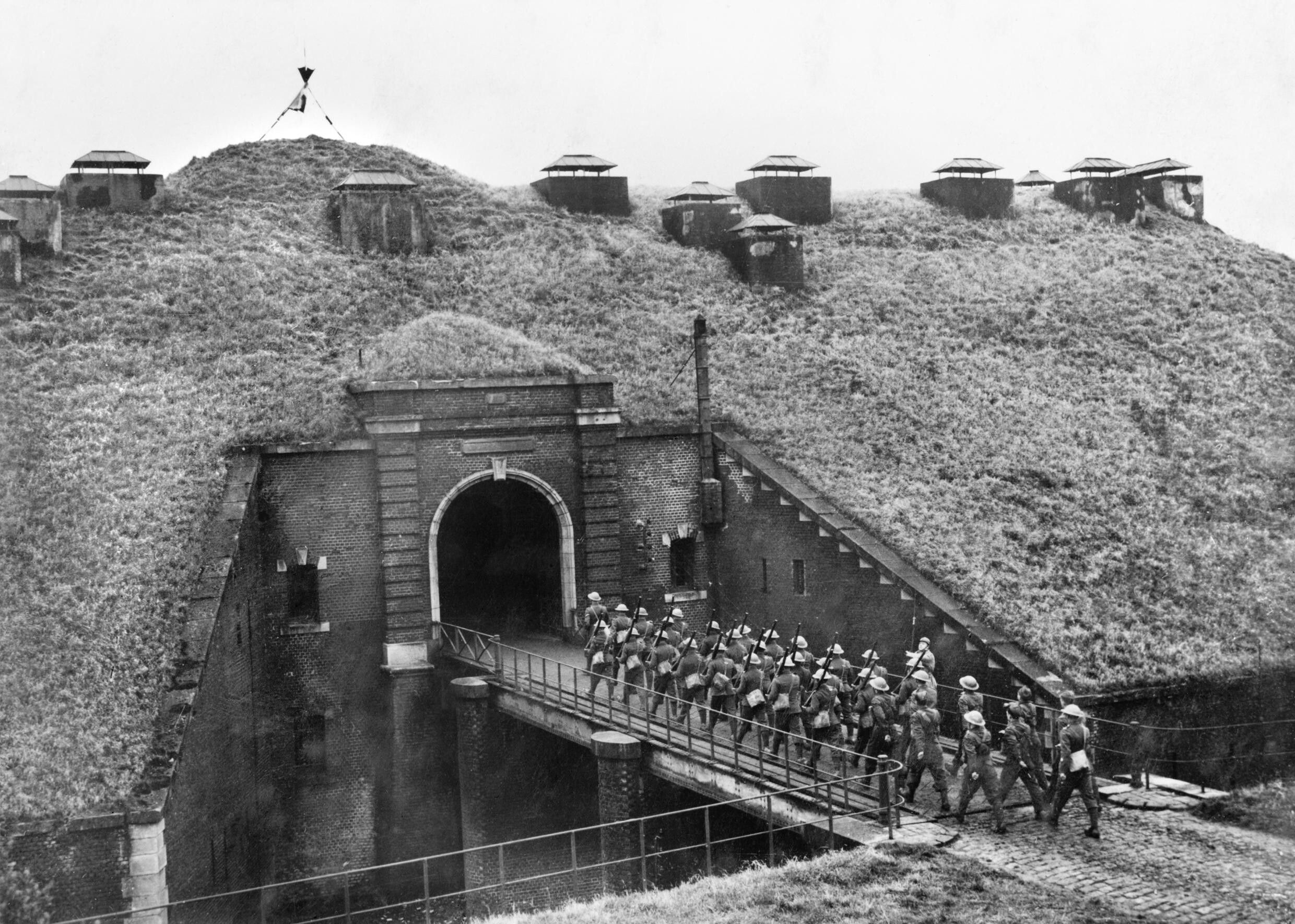
Britische Truppen beim Passieren einer Zugbrücke an der Maginotlinie am Fort de Sainghain nahe der belgischen Grenze

### Frankreich in Hitlers strategischem Kalkül
Adolf Hitlers langfristiges Kriegsziel seit den 1920er-Jahren war die Eroberung von „Lebensraum im Osten“. In seiner programmatischen Schrift Mein Kampf hatte er als Bedingung dafür die Ausschaltung Frankreichs zur Rückendeckung für den Feldzug gegen die Sowjetunion gefordert. Diese Zielsetzung verkündete er auch am 28. Februar 1934 in einer Rede in der Reichskanzlei vor Reichswehroffizieren, indem er erklärte, zur Gewinnung neuen Lebensraumes „kurze entscheidende Schläge erst nach Westen, dann nach Osten“ zu führen. Hitler blieb aber in der Frage, wo er den Krieg eröffnen wolle, flexibel; so bekannte er in einer Rede vor den Oberbefehlshabern am 23. November 1939: „Ich habe lange gezweifelt, ob ich erst im Osten und dann im Westen losschlagen sollte.“ Schließlich entschied er sich für den Überfall auf Polen.
Trotz der zielgerichteten Aufrüstung der Wehrmacht durch Hitler ab 1935 setzten sich in der Politik Frankreichs und des Vereinigten Königreichs zunächst die Prinzipien des Appeasement durch. Ihre Vertreter waren bereit, für eine spannungsfreie Koexistenz der großen mitteleuropäischen Staaten auch Revisionen des Vertrages von Versailles zu dulden. Unter diesem Aspekt ist u. a. der deutsch-britische Flottenvertrag, die Duldung der Rheinlandbesetzung und des „Anschlusses“ Österreichs sowie das Münchner Abkommen zu sehen. Die vertragswidrige „Zerschlagung der Rest-Tschechei“ beendete die Appeasementpolitik. Frankreich und Großbritannien versuchten nun ein Bündnissystem aufzubauen, um eine weitere Expansion des Deutschen Reichs zu verhindern: Am 31. März 1939 wurde die britisch-französische Garantieerklärung für Polen abgegeben, eine ähnliche Erklärung für Rumänien und Griechenland folgte am 13. April 1939. Mit der Türkei und der Sowjetunion wurde über Beistandsverträge verhandelt. Dabei war die britische Regierung die treibende Kraft. Mit dem Abschluss des deutsch-sowjetischen Nichtangriffspakts im August 1939 wurde deutlich, dass diese Eindämmungsversuche erfolglos waren.
Hitler hatte die Zugeständnisse der Westmächte als Schwäche von Staaten rezipiert, die – wenn nicht selbst angegriffen – auch in Zukunft eine militärische Konfrontation mit Deutschland scheuen würden. Diese zuletzt nur mehr mit Außenminister Joachim von Ribbentrop geteilte Beurteilung führte dazu, dass Hitler bis zum britischen Ultimatum vom 3. September 1939 überzeugt war, dass es wegen Polen zu keiner militärischen Konfrontation mit den Westmächten kommen würde. Nachdem Polen geschlagen war, konnte sich Hitler der Ausschaltung Frankreichs zuwenden.

### Taktische Grundlagen
Das operative Nachkriegsdenken Frankreichs wurde geprägt von Marschall Philippe Pétain, dem Generalinspekteur der französischen Armee. Angesichts der horrenden Verluste, die Frankreich bei seinen Offensivoperationen im Ersten Weltkrieg erlitten hatte und gestützt auf persönliche Abwehrerfolge („Held von Verdun“) räumte er der Verteidigung Priorität ein und forcierte den Ausbau eines starken Verteidigungswalls, der Maginot-Linie. Zur Rolle der Panzerwaffe enthalten seine Grundsatzweisungen von 1921 nur den Satz: „Panzer unterstützen das Vorgehen der Infanterie durch Niederkämpfen von Feldbefestigungen und von hartnäckigem Widerstand der Infanterie.“ Der junge Panzeroffizier Charles de Gaulle schlug hingegen in seinem Buch Vers l’Armée de Métier vor, als Kern der Landstreitkräfte hochmobile, gepanzerte Großverbände aus Berufssoldaten zu rekrutieren, die die Entscheidung im Angriff suchen. Mit diesen Ideen konnte er sich allerdings erst nach Hitlers Sieg in Polen durchsetzen; bis zum Beginn des Westfeldzuges kam es zu keiner wesentlichen Umsetzung der neuen Strategie.
Unter dem Eindruck von Hitlers Rheinlandbesetzung und der Inaktivität Frankreichs erklärte Belgien am 14. Oktober 1936 seine Neutralität. Der Beistandspakt mit den Westmächten wurde durch die grobe Geheimabsprache ersetzt, im Falle einer deutschen Invasion in der „Dyle-Breda-Stellung“ gemeinsam Widerstand zu leisten. Diese Linie verlief entlang der belgischen Maas bis Namur, dann über die sogenannte „Lücke von Gembloux“ nach Wavre und von dort entlang der Dyle über Antwerpen und Breda bis Moerdijk mit Anschluss an die so genannte Festung Holland.
Im Deutschen Reich wurde die Taktik von Generaloberst Hans von Seeckt bestimmt, der ab 1920 die Reichswehr führte. Er war überzeugt, die Kriege der Zukunft würden von gut ausgebildeten, hochmobilen und von Fliegern unterstützten Heeren gewonnen werden. Da man Deutschland ein solches Heer in Versailles verwehrt hatte (Verbot von Panzer- und Luftfahrzeugen, Beschränkung auf 100.000 Mann Berufssoldaten), wollte er zumindest die Voraussetzungen dafür schaffen. Zur Sicherstellung einer raschen Expansion durch Truppenvermehrung nach dem Wegfall der Restriktionen erhielt die Masse der Reichswehrsoldaten eine weit über ihre aktuelle Funktion hinausgehende Ausbildung als Führungskräfte oder Spezialisten. Bezüglich der Entwicklung moderner Waffensysteme wurde die Kooperation mit dem Ausland angestrebt. Bedeutsam war vor allem die von 1922 bis 1933 laufende deutsch-sowjetische Zusammenarbeit (Panzer, Kampfflugzeuge, Giftgas). Die Restriktionen fielen am 17. März 1935; die Aufstellung deutscher Offensivstreitkräfte begann. Ihre Taktik: Panzerkräfte erzwingen gemeinsam mit der Infanterie und mit Luftwaffenunterstützung den Durchbruch und stoßen dann rasch in die Tiefe des Gefechtsfelds vor. Die (motorisierte) Infanterie folgt, schaltet Widerstandsnester aus und sichert die Flanken des Vormarsches mit Hilfe von Panzerabwehrkanonen ab.

## Ausgangslage

### „Sitzkrieg“

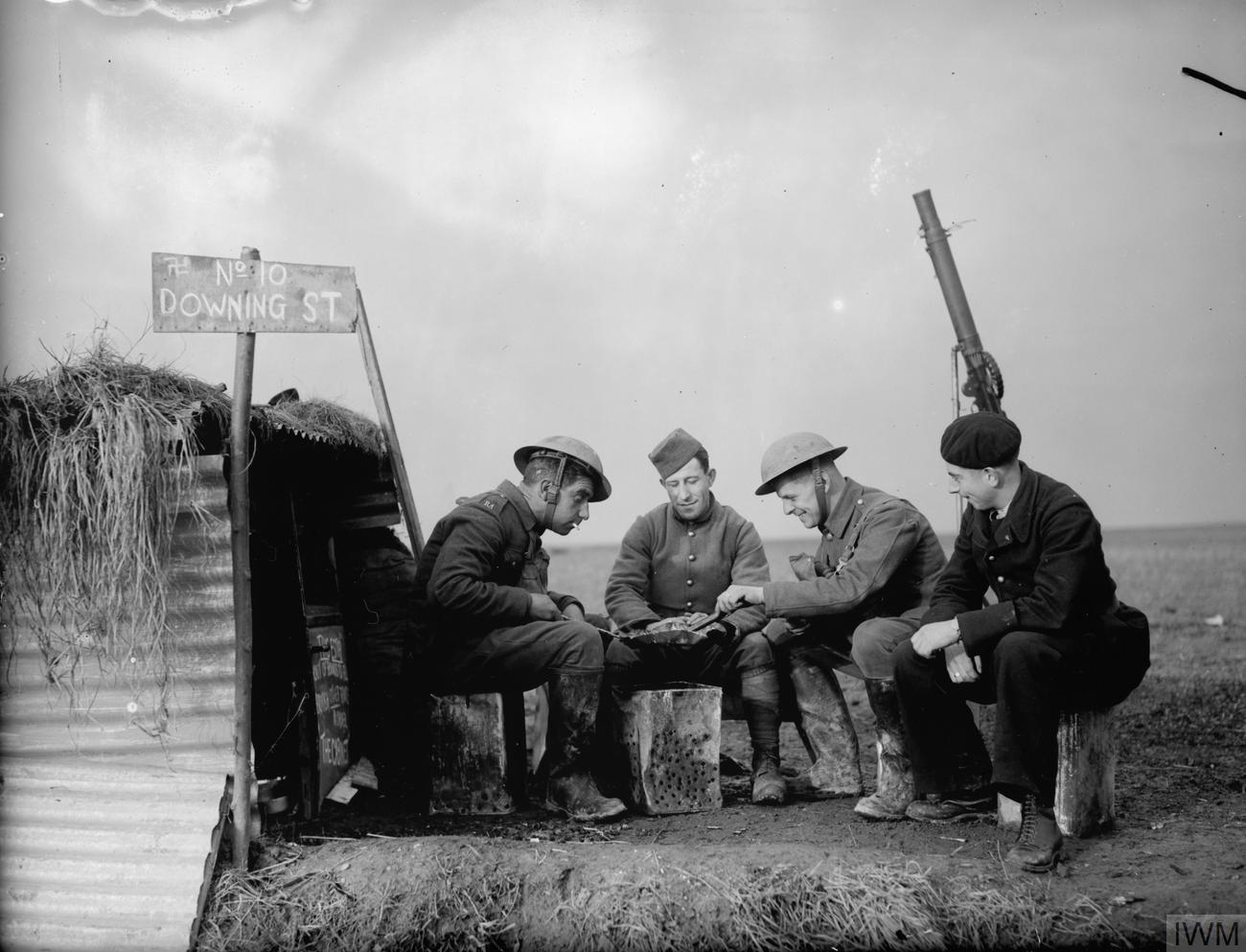
November 1939: Angehörige des britischen Expeditionskorps und der französischen Luftstreitkräfte vor einem Verschlag mit der Bezeichnung „No. 10 Downing Street“ (die Adresse des britischen First Lord of the Treasury)

Zwei Tage nach dem deutschen Angriff auf Polen am 1. September 1939 erklärten Frankreich und das Vereinigte Königreich dem Deutschen Reich den Krieg; eine ernsthafte Offensive zur Entlastung der unter schwerem Druck stehenden Polen fand allerdings weder auf dem Boden noch in der Luft statt. Frankreich beschränkte sich auf ein Vorrücken bis einige Kilometer vor den Westwall („Saar-Offensive“) und es begann die Verlegung von Truppen des britischen Expeditionskorps (BEF) nach Nordfrankreich. Von der Royal Air Force (RAF) geplante Angriffe auf Ziele in Deutschland wurden von den Franzosen mit dem Hinweis auf mögliche Gegenangriffe untersagt. Nach der militärischen Niederlage Polens nahm der französische Oberbefehlshaber Maurice Gamelin seine Truppen bis Mitte Oktober 1939 wieder an die Maginot-Linie zurück. Die träge und widersprüchliche Reaktion Gamelins wird auf seine Neurosyphilis-Erkrankung zurückgeführt.
Die folgenden Monate wurden als die Zeit des Sitzkrieges (französisch la drôle de guerre; englisch Phoney War) bezeichnet, da sich die Aktivitäten auf beiden Seiten auf die Aufklärung beschränkten. Im politisch tief gespaltenen Frankreich nahm die Ablehnung des Kriegs weiter zu. Einen wesentlichen Anteil daran hatte die politische Kehrtwendung der Sowjetunion. Josef Stalin am 8. September 1939 vor Wjatscheslaw Molotow, Andrei Schdanow und Georgi Dimitroff:

„Der Krieg wird zwischen zwei Gruppen kapitalistischer Staaten geführt – (arme und reiche im Hinblick auf Kolonien, Rohstoffe usw.) um die Neuaufteilung der Welt, um die Weltherrschaft! Wir haben nichts dagegen, daß sie kräftig aufeinander einschlagen und sich schwächen. Nicht schlecht, wenn Deutschland die Lage der reichsten kapitalistischen Länder (vor allem Englands) ins Wanken brächte. Hitler selber zerrüttet und untergräbt, ohne es zu verstehen und zu wollen, das kapitalistische System. […] Die Kommunisten der kapitalistischen Länder müssen entschieden gegen ihre Regierungen, gegen den Krieg auftreten.“

Die Kommunistische Partei Frankreichs (PCF) erhielt daraufhin über die Komintern die Weisung, das Volksfront-Bündnis mit den Sozialisten zu lösen und die Kriegsanstrengungen des Landes zu sabotieren. Angebliche Sabotageakte in der französischen Rüstungsindustrie dienten als Vorwand, die PCF bis zum 26. September 1939 in ganz Frankreich zu verbieten. Der tatsächliche Umfang der Sabotage der französischen Verteidigungsbemühungen wird als extrem gering eingeschätzt. Eine kommunistische Organisation innerhalb der Armee existierte nicht, ebenso wenig wie organisierte Sabotageaktionen. Tatsächlich ist nur ein Fall beim Flugzeughersteller Farman bekannt, in dem Anfang 1940 Kommunisten auf eigene Faust Sabotage verübten. Die Regierung machte die kommunistische Propaganda für die Verschlechterung der Moral und den mangelnden Kriegsenthusiasmus verantwortlich, obwohl diese weder Defätismus verbreitete noch ihre Mitglieder zur Desertion oder zur Verbrüderung mit dem Feind anhielt.

### Planungen

#### Alliierte
Die alliierte Strategie wurde von den Franzosen bestimmt. Diese planten, vor dem Frühsommer 1941 keine grenzüberschreitenden Operationen vorzunehmen. Deutsche Angriffe sollten an der von der Grenze zur Schweiz bis Sedan reichenden Maginotlinie abgewehrt werden, in der die Heeresgruppen 2 (Prételat) und 3 (Besson) eingesetzt waren. Einen Angriff über Belgien wollte man in der Dyle-Breda-Stellung zum Stehen bringen. In ihr sollte die Heeresgruppe 1 (Billotte) gemeinsam mit dem britischen Expeditionskorps (9 Divisionen) sowie Teilen der belgischen und niederländischen Armee zum Einsatz kommen.
Kommandostruktur: Oberbefehlshaber Gamelin hatte am 6. Januar 1940 die Verantwortung über die Nordostfront (Heeresgruppen 1–3) an seinen Stellvertreter General Alphonse Georges überantwortet; die Koordinierung des Einsatzes der französischen Heeresgruppe 1, des britischen Expeditionskorps und der belgischen sowie niederländischen Streitkräfte wurde nach der Invasion Belgiens an General Billotte übertragen.

#### Belgien und Niederlande
Die Belgier verfügten mit Lüttich, Antwerpen und Namur über drei befestigte Plätze; die Masse des Heeres (20 Divisionen) sollte jedoch in den Grenzstellungen zu Deutschland, Luxemburg und den Niederlanden sowie in der Tiefe am Albert-Kanal eingesetzt werden. Mit dem Ausbau einer dritten Verteidigungslinie, der K.-W.-Stellung (Koningshooikt-Wavre-Stellung), von den Alliierten als Dyle-Breda-Stellung bezeichnet, wurde erst im August 1939 begonnen.
In den Niederlanden hoffte man, wie im Ersten Weltkrieg den Neutralitätsstatus wahren zu können, und war daher nicht bereit, Verteidigungsabsprachen zu treffen. Die eigene Verteidigung plante man entlang Maas und IJssel; als zweite Linie waren die Peel-Raam- und die Grebbe-Stellung vorgesehen. Die „Festung Holland“ (Bereich Amsterdam, Rotterdam, Den Haag) sollte an der „Neuen-Wasserlinie“ auf der Höhe von Utrecht verteidigt werden. Der Ausbauzustand dieser Linien war im Vergleich zu jenen der Belgier gering; auch der Ausbildungsstand der niederländischen Truppen war schlechter als der der Belgier.

#### Luxemburg
Das neutrale und unbewaffnete Luxemburg verfügte nur über ein kleines Freiwilligenkorps von 461 Mann, so dass eine bewaffnete Gegenwehr nicht denkbar war. Entlang der Grenze zu Deutschland wurde die Schusterlinie errichtet. Sie wurde nach dem Baukonduktor Schuster benannt und sollte mit Stahlpforten und Betonblöcken ein Vordringen deutscher Truppen behindern.

#### Deutschland

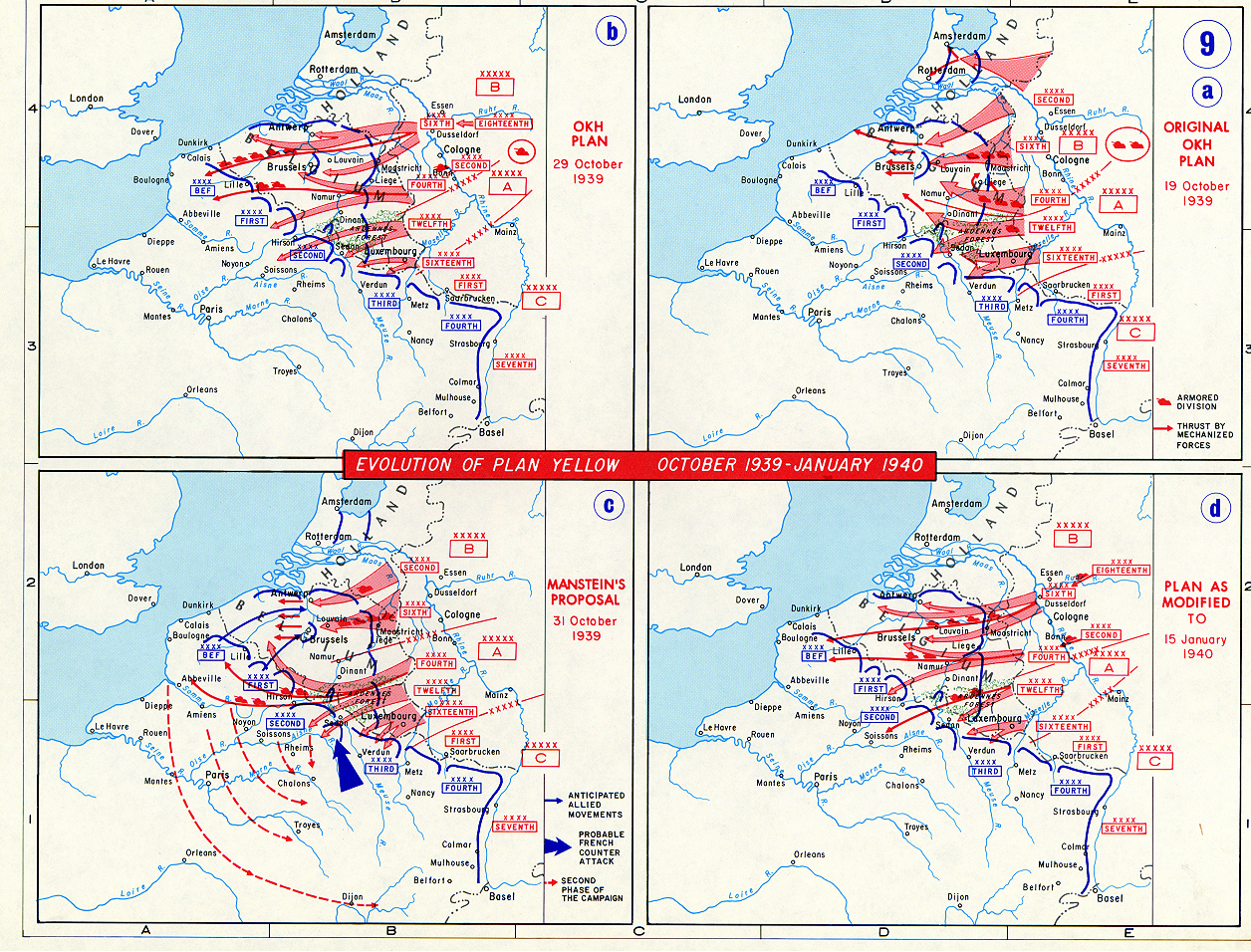
Verschiedene Entwürfe für den Westfeldzug

Als Hitler am 27. September 1939 seinen Entschluss bekanntgab, unverzüglich nach Ende des Überfalls auf Polen die Westmächte anzugreifen, löste dies in der Generalität angesichts des Stärkeverhältnisses „größtes Entsetzen“ aus. Nachdem Hitler alle Gegenargumente verworfen hatte, liefen die Planungen an. In den ersten drei Operationsentwürfen lag der Schwerpunkt im Norden (Heeresgruppe B). Als Gegenvorschlag präsentierte der damalige Generalstabschef der Heeresgruppe A, Generalleutnant Erich von Manstein, seinen gemeinsam mit General der Panzertruppe Heinz Guderian entwickelten Sichelschnittplan, der einen Überraschungsstoß der Heeresgruppe A durch die Ardennen vorsah. Dieser Plan fand bei Generalstabschef Franz Halder wegen des panzerungünstigen Schlüsselgeländes in den Ardennen keine Gegenliebe. Er versetzte den unbequemen Manstein Ende Januar 1940 auf eine eher unbedeutende Position als Kommandierender General des neugebildeten XXXVIII. Armeekorps in Mecklenburg und Pommern.
Nach neueren Quellen hatte Hitler seinen Plan von einem Angriff durch die Ardennen bereits am 25. Oktober 1939 und somit einige Tage vor Erich von Manstein geäußert. Dieser Plan sah allerdings eine deutlich stärkere Massierung des Kräfteansatzes in den Ardennen und eine geringere Angriffsstärke in Belgien vor, war riskanter als der von Manstein, aber letztlich durch das Versagen der Alliierten erfolgreich.
Hitlers Entschluss zum Angriff im Westen wurde definitiv, als ein positives Echo auf seine „Friedensrede“ vom 6. Oktober ausblieb. Schon am 9. Oktober, als die Wirkung seiner Rede sich noch nicht abzeichnete, hatte Hitler eine Denkschrift zum Thema Notwendigkeit des sofortigen Angriffs fertiggestellt und die Weisung Nr. 6 für die Kriegführung (geheime Kommandosache, OKW Nr. 172/39) erlassen. Kurz darauf nannte er die Zeit zwischen dem 15. und 20. November als Angriffstermin. Am 23. November 1939 teilte er der Generalität in einer Ansprache seinen „unabänderlichen Entschluss“ mit, England und Frankreich „zum günstigsten und schnellsten Zeitpunkt anzugreifen“.

### Alte und neue Pläne

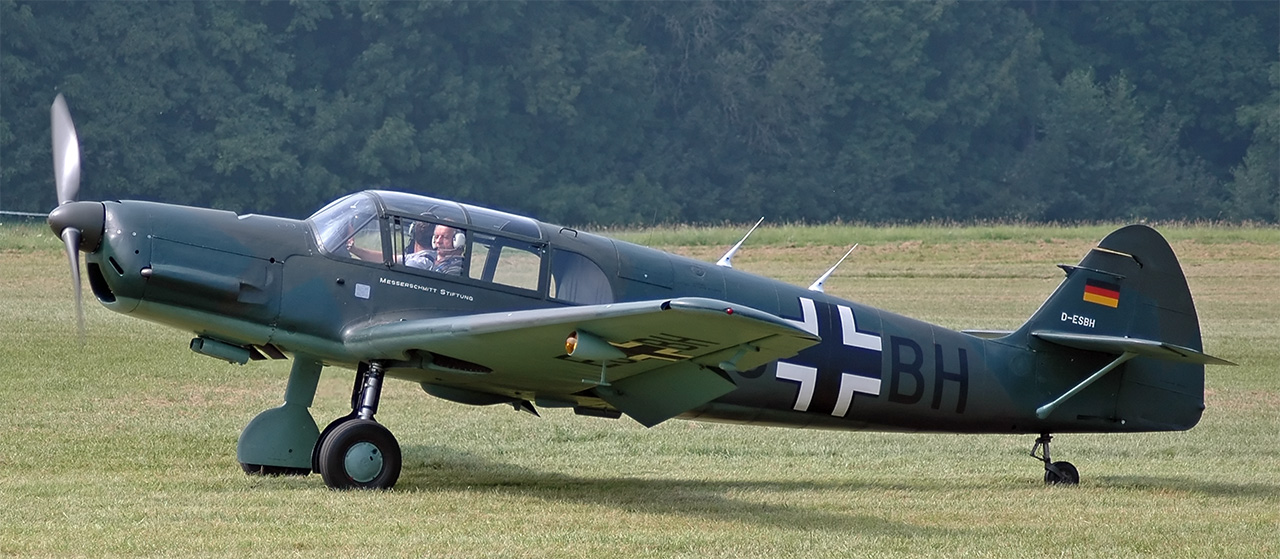
Messerschmitt Bf 108

Am 10. Januar 1940 wurde der gesamte bisherige Plan jedoch durch einen bizarren Vorfall zu Makulatur, als der Luftwaffenoffizier Major Helmut Reinberger mit brisanten Akten auf der Reise zu einer in Köln angesetzten Stabsbesprechung in Münster aufgehalten wurde. Er entschloss sich, das Angebot anzunehmen, in einer Kuriermaschine der Luftwaffe mitzufliegen, um sich die lange Fahrt mit dem Nachtschnellzug zu sparen. Er verstieß damit gegen einen eindeutigen Befehl des Oberbefehlshabers der Luftwaffe, Hermann Göring, Verschlusssachen nicht auf dem Luftweg zu überbringen. Seine Aktentasche enthielt den streng geheimen Plan für einen wichtigen Teil des deutschen Einfalls in Frankreich und die Niederlande.
Bald nach dem Start der Messerschmitt Bf 108 vom Flugplatz Münster-Loddenheide verdichteten sich dünne Nebelschleier zu einer geschlossenen Wolkendecke. Durch starken Ostwind driftete die Me 108 um etwa 30 Grad ab. Der Pilot, Major Erich Hoenmanns, bemerkte nicht, dass er den Rhein überflog, bei Sichtflug eine Orientierungslinie. Hoenmanns sichtete schließlich einen Fluss und erkannte, dass es nicht der Rhein war (es war die Maas). In der feuchten, eiskalten Luft vereisten die Tragflächen und der Motor setzte aus. Hoenmanns fand gerade noch rechtzeitig ein kleines Feld, auf dem sie notlandeten. Beide blieben unverletzt. Von einem herbeigeeilten Landarbeiter erfuhren sie, dass sie bei Vucht in Belgien (heute: Maasmechelen), 80 Kilometer westlich von Köln, gelandet waren.
Reinberger wollte die Papiere sofort verbrennen. Weil keiner der beiden Zündhölzer bei sich hatte, liehen sie sich ein Feuerzeug von dem Landarbeiter. Als es Reinberger gerade gelungen war, die Papiere trotz des starken Windes in Brand zu setzen, trafen zwei belgische Beamte ein und löschten die Flammen.
Am gleichen Abend lagen die lesbaren Dokumente dem belgischen Generalstab vor, der sofort die Mobilmachung der belgischen Streitkräfte anordnete. Die Belgier übermittelten auch den französischen und britischen Armeen in Nordfrankreich eine Zusammenfassung des Inhalts der bei Reinberger gefundenen Unterlagen. Aus diesem Operationsplan ging hervor, dass das deutsche Heer in einer Umfassungsbewegung durch Belgien nach Frankreich hinein vorstoßen sollte – ähnlich dem Schlieffen-Plan.
Hitler machte Göring heftige Vorwürfe und befahl, den Kurier bei seiner Rückkehr erschießen zu lassen, wozu es nie kam, weil Reinberger und Hönmanns den ganzen Krieg in einem kanadischen Kriegsgefangenenlager waren. Hitler entließ am 12. Januar 1940 Hellmuth Felmy, Oberbefehlshaber der Luftflotte 2, aus der Wehrmacht.
Der Mechelen-Zwischenfall führte zu der sehr wichtigen Entscheidung, einen neuen deutschen Angriffsplan auszuarbeiten.
Dies tat Erich von Manstein; er arbeitete einen später als Sichelschnittplan bezeichneten Plan aus und legte ihn Hitler am 17. Februar 1940 vor. Der deutsche Angriffsschwerpunkt sollte in den Ardennen liegen, einem als undurchdringlich geltenden, bewaldeten Bergland im Grenzgebiet zwischen Belgien, Frankreich und Luxemburg: durch die unerwartete Angriffsrichtung hätten die Deutschen den Vorteil des Überraschungsmoments und würden den am schwächsten verteidigten Abschnitt der französischen Grenze angreifen. Die deutschen Panzer sollten die französischen Stellungen bei Sedan durchstoßen (was ihnen später tatsächlich erstaunlich schnell gelang), einen Keil bis zum Ärmelkanal vortreiben und die anglo-französischen Armeen aufspalten. Die luftüberlegene deutsche Luftwaffe sollte die Panzer- und Fahrzeugkolonnen bei ihrem Marsch über die engen Ardennenstraßen schützen und dann einen Bombenteppich vor die Panzer legen, wenn sie nach Frankreich vorstießen. Das Vorhaben war sehr riskant, weil die Flanken der deutschen Truppen zunächst weitgehend ungeschützt sein würden, so dass sie selbst Gefahr liefen, eingekesselt zu werden.

### Besetzung Dänemarks und Norwegens
Dänemark und Norwegen waren im Ersten Weltkrieg neutral geblieben. Den Vorschlägen des deutschen Oberkommandos der Marine (OKM) bezüglich einer Besetzung dieser beiden Länder folgend, gab Hitler am 14. Dezember „grünes Licht“ für die Planungen. Das Hauptziel war die Sicherstellung der kriegswichtigen schwedischen Eisenerzlieferungen. Nach der Invasion Finnlands durch Truppen der Sowjetunion (30. November 1939) entwickelten auch die Briten und Franzosen Pläne, sich in diesem Bereich zu engagieren. Neben der Eröffnung eines Landwegs zur Unterstützung der Finnen wollte man auch die schwedischen Erzlieferungen an Deutschland über Narvik unterbinden. Nach der finnischen Kapitulation und dem finnisch-sowjetischen Friedensvertrag vom 12. März 1940 wurde beschlossen, Anfang April auch nur des Erzes wegen Truppen nach Norwegen zu entsenden. Weitgehend zeitgleich startete die Wehrmacht am 9. April 1940 das Unternehmen Weserübung. Die Royal Navy fügte den mit Masse auf dem Seeweg vorgehenden Invasionstruppen erhebliche Verluste zu. Sie konnte jedoch keine der Anlandungen verhindern und musste sich nach Luftangriffen aus dem Küstenbereich absetzen. Die ab 15. April in Narvik und Mittelnorwegen anlandenden britischen Bodentruppen blieben isoliert und mussten nach einigen Wochen evakuiert werden.
In Frankreich wie in Großbritannien löste die Invasion Norwegens Regierungskrisen aus. In Frankreich wurde Paul Reynaud Ministerpräsident, Édouard Daladier übernahm das Heeresressort. Auch der britische Premierminister Arthur Neville Chamberlain musste wegen der Durchführung des Norwegen-Unternehmens schwere Vorwürfe hinnehmen. Obwohl er die Vertrauensabstimmung – wenn auch knapp – gewann, trat er zurück. Sein Nachfolger wurde am 10. Mai 1940 Winston Churchill, der eine Allparteienregierung bildete.

## Vergleich der Streitkräfte

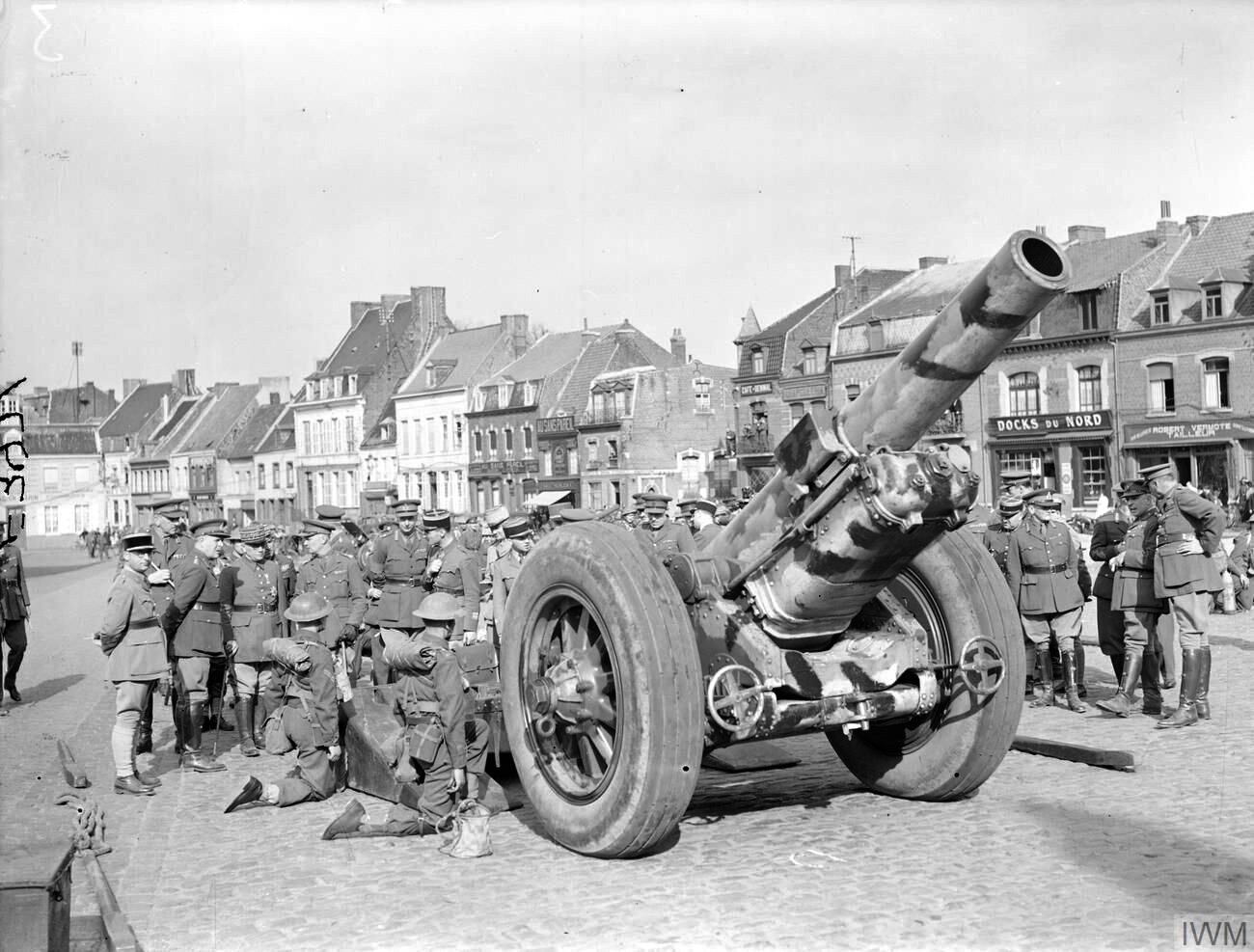
Britisches Artilleriegeschütz während der Inspektion durch den französischen General Alphonse Georges auf dem Marktplatz der nordfranzösischen Stadt Béthune am 23. April 1940

### Landstreitkräfte

#### Gesamtstärke (Nordostfront)
Frankreichdrei Panzerdivisionen (eine vierte Division in Aufstellung), drei leichte mechanisierte Divisionen (eine vierte Division in Aufstellung NAf.), fünf leichte Kavalleriedivisionen, eine Kavalleriebrigade, drei Spahibrigaden, Infanterie: sieben motorisierte-, eine Gebirgs-, eine leichte-, 64 Feld- (davon 14 Kolonialdivisionen) und zwölf Festungs-Divisionen mit Festungstruppen.
Vereinigtes Königreich und Kanadaelf vollmotorisierte Infanteriedivisionen, davon eine Division im Bereich der Maginotlinie. Eine Panzerbrigade, Maginotlinie (später auch eine Panzerdivision und eine weitere Infanteriedivision, mit einem kanadischen Regiment).
Belgien18 Infanteriedivisionen, zwei Jägerdivisionen, zwei Kavalleriedivisionen und eine mechanisierte Kavalleriebrigade.
Niederlandeacht Infanteriedivisionen, eine leichte Division, eine Grenz-Division und mehrere unabhängige Brigaden und Regimenter. Mobilität gering. Panzerkräfte minimal.
Poleneine Infanteriedivision (drei weitere in Aufstellung) und eine mechanisierte Kavalleriebrigade in die französische Armee integriert.
Deutsches Reich117 Infanterie-Divisionen (davon 41 Heeresreserve), davon eine Gebirgsjäger-, eine Jäger-, eine Luftlande- und eine Fallschirmjäger-Division, sechs motorisierte Divisionen (davon zwei Waffen-SS), eine mot. Schützen-Brigade, ein mot. Schützen-Regiment („Großdeutschland“), zwei mot. Waffen-SS-Regimenter, zehn Panzer-Divisionen und eine Kavallerie-Division. Zur Organisation der Kräfte siehe Schematische Kriegsgliederung der Wehrmacht für den Westfeldzug.

#### Panzertruppen

##### Alliierte Panzer
| Typ                    | Hauptbewaffnung | Panzerung (max.) | Anzahl   |
| Vereinigtes Königreich |                 |                  |          |
| Mark II Matilda        | 40 mm           | 80 mm            | ca. 160  |
| Cruiser Mark IIA       | 40 mm           | 30 mm            | ca. 240  |
| Cruiser Mark IIIA      | 40 mm           | 14 mm            | ca. 240  |
| Frankreich             |                 |                  |          |
| Renault FT             | 37 mm           | 30 mm            | 278      |
| AMR 35 AMC 35          | 25/47 mm        | 40 mm            | 450      |
| FCM 36                 | 37 mm           | 40 mm            | 100      |
| Renault R-35           | 37 mm           | 45 mm            | 900      |
| Hotchkiss H-39         | 37 mm           | 45 mm            | 770      |
| Char D1/D2             | 47 mm           | 40 mm            | 145      |
| Somua S-35             | 47 mm           | 55 mm            | 300      |
| Char B1 bis            | 47 mm + 75 mm   | 60 mm            | 274      |
| Belgien                |                 |                  |          |
| T13/T15                | 47 mm           | 60 mm            | 270      |
| Niederlande            |                 |                  |          |
| Landverk               |                 |                  | 40       |
| Summe                  | Summe           | Summe            | ca. 4200 |

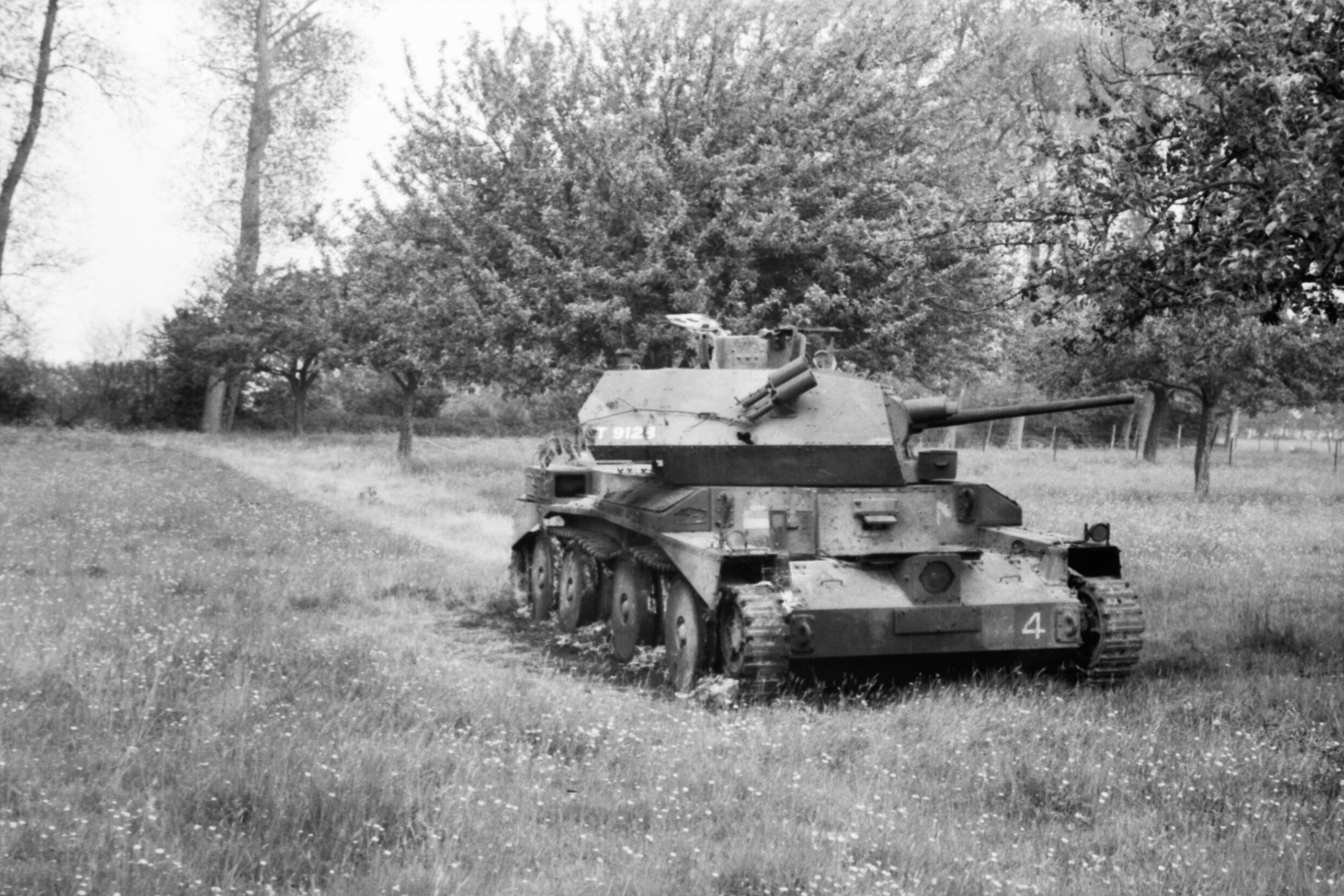
Außer Gefecht gesetzter britischer Cruiser-Panzer, 30. Mai 1940

Mit dem starken Renault Char B1 (1935) und dem schnellen Somua S-35 (1936) verfügten die Franzosen über Panzer, die in Bewaffnung und Panzerstärke überzeugen konnten. Aufgrund ihrer Grundkonzeption (der Char B1 als Infanteriebegleiter) waren sie jedoch für einen Bewegungskrieg nur beschränkt tauglich. Nachteile:
- Der Char B1 hatte zu kleine Treibstoffbehälter: häufige Tankpausen.
- Einmanntürme: Der Panzerkommandant musste auch als Lade- und Richtschütze agieren, wodurch der Gesamtüberblick verloren ging.
- Funkgerätemangel beim S 35: Nur die Fahrzeuge vom Kompaniekommandanten aufwärts waren mit Funkgeräten ausgestattet. Fazit: Kommunikation innerhalb der Einheiten und mit Unterstützungswaffen blieb stark eingeschränkt.

Mit Blick auf die Art der Wiederbewaffnung des Deutschen Reichs wurde im September 1936 ein Mechanisierungsprogramm beschlossen. Ein Ziel: Aufstellung von drei leichten mechanisierten Divisionen (D.L.M.) und zwei Panzerdivisionen (D.C.R.). Zu Kriegsbeginn wurde das Programm erweitert. Die mobilen Kräfte sollten auf zwanzig mechanisierte Divisionen aufgestockt den Kern einer neuen offensiven Kriegsdoktrin bilden, auf deren Basis die Alliierten im Sommer 1941 zur Offensive gegen das Deutsche Reich antreten wollten. Im Mai 1940 war jedoch die Mehrzahl der Panzerfahrzeuge weiterhin bei der Infanterie eingesetzt und das langsame, systematische Vorgehen ohne klare Schwerpunktbildung weiterhin das Charakteristikum französischer Panzerangriffe.
Unterstützungswaffen: Die Artillerie war sehr stark, aber ebenso wie die schwache Fliegerabwehr weder von der Taktik noch von den Zugmitteln her auf einen Bewegungskrieg vorbereitet. Die französische Panzerabwehr hatte mit der Panzerabwehrkanone Canon antichar de 47 mm modèle 1937 eine moderne Waffe, die aber durch die Pferdebespannung zu unbeweglich war. Panzerminen waren ausreichend vorhanden; die Verlegung wurde aufgrund der Gefährdung eigener Truppen bzw. der Zivilbevölkerung immer wieder hinausgezögert und fand schließlich aus Zeitgründen fast nicht mehr statt.

##### Deutsche Panzer
Die Überlegenheit der deutschen Panzerwaffe im Westfeldzug 1940 beruhte auf der Tatsache, dass die Kommandeure bereits in der Reichswehr intensiv in der Führung und Durchführung rascher, gut koordinierter Bewegungen auf dem Gefechtsfeld geschult worden waren und teilweise Kampferfahrung aus dem Überfall auf Polen hatten. Die Kommandeure bis hinauf zur Division führten ihre Verbände grundsätzlich von vorgeschobenen, mobilen Gefechtsständen aus und konnten daher auf Lageänderungen schnell reagieren. Unter anderem standen zu Beginn der Offensive 14 Exemplare des Panzerbefehlswagen 35 (t) und 64 unbewaffnete Panzerbefehlswagen III zur Verfügung.
| Typ           | Hauptbewaffnung | Panzerung (max.) | Anzahl |
| Panzer I      | 7,92-mm-MG      | 13 mm            | 523    |
| Panzer II     | 20 mm           | 14,5 mm          | 955    |
| Panzer III    | 37 mm           | 30 mm            | 398    |
| Panzer IV     | 75 mm kurz      | 30 mm            | 280    |
| Panzer 35 (t) | 37 mm           | 25 mm            | 118    |
| Panzer 38(t)  | 37 mm           | 25 mm            | 228    |
| Summe:        | Summe:          | Summe:           | 2502   |

Deutlich besser als bei den Alliierten war die Zusammenarbeit mit der motorisierten Begleitinfanterie, der Fliegerabwehr, der Artillerie und der Luftwaffe (siehe auch Gefecht der verbundenen Waffen). Zudem konnte man sich auf gut eingespielte Instandsetzungs- und Nachschubtruppen stützen. Diese Vorteile glichen die teilweise eklatante Unterlegenheit im Bereich Panzerung und Feuerkraft aus, die man – meist erfolgreich – durch Einsatz von Unterstützungswaffen, Umgehung von Widerstandskernen und Nutzung des Überraschungseffekts zu kompensieren versuchte.

### Luftstreitkräfte

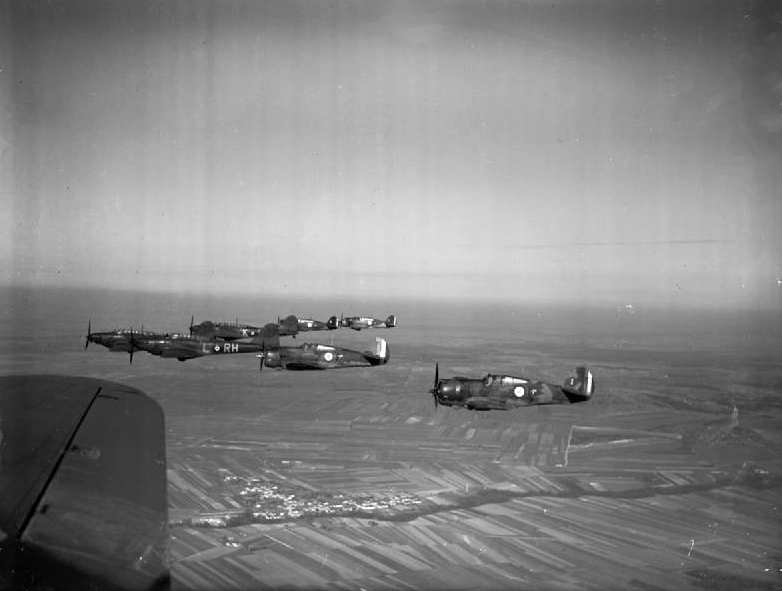
Fairey Battles der RAF und Curtiss P-36 der französischen Armée de l’air im Formationsflug, Februar 1940

#### Armée de l’air
Die Armée de l’air verfügte zu Beginn des Westfeldzugs über 2400 Jagdflugzeuge, 1160 Bomber und 1464 Aufklärer, damit über 5000 Flugzeuge. Darunter befanden sich etwa 1000 Jagdeinsitzer moderner Bauart (Dewoitine D.520: 351 bis zur Kapitulation produziert, Curtiss P-36 amerikanischer Produktion: etwa 290, Bloch MB.152: etwa 500). Hinzu kamen noch etwa 1000 Stück Morane-Saulnier MS.406. Dieses Jagdflugzeug war zwar frisch entwickelt, aber untermotorisiert (860 PS).
Dennoch errang die MS.406 einen großen Teil der französischen Luftsiege. Ihr Gegner, die Messerschmitt Bf 109 E, hatte einen Daimler-Benz-Motor (DB 601 A-1) mit einer Startleistung von etwa 990 PS (also 15 % mehr).
Im Bereich der Bomber hatte die Ausrüstung mit modernen Kampfflugzeugen der Typen LeO 451, Amiot 351 / 354, Douglas DB-7 (später von den Briten als „Boston“ bezeichnet), Glenn-Martin 167, Bloch MB.174 und Breguet 691/693 erst vor kurzer Zeit begonnen. Dennoch erhielten die französischen Bomberstaffeln bis zur Kapitulation am 22. Juni 1940 insgesamt knapp 800 moderne Bomber (rund 370 LeO 451, etwa 200 Breguet 691/693, etwa 80 Glenn-Martin 167, etwa 70 Amiot 351 / 354, etwa 70 Douglas DB-7, 25 Bloch MB.174).
Nur die Französische Marine hatte Sturzkampfbomber: zwei Staffeln Loire-Nieuport LN.401/402 und zwei Staffeln Vought V-156, insgesamt etwa 50 Stück.
Zum Beginn des Westfeldzuges am 10. Mai 1940 waren nur etwa 25 % der verfügbaren Ressourcen der Armée de l’air an der Westfront im Einsatz. Der Anteil der in Nordfrankreich stationierten britischen Jagdflugzeuge war mit 30 % (der Gesamtzahl an Jägern in Frankreich) größer als der Anteil der französischen (25 %).
Als eine deutsch-französische Kontrollkommission nach dem Waffenstillstand allein im unbesetzten Frankreich 4268 einsatzbereite Flugzeuge vorfand, zu denen noch 1800 Flugzeuge in Nordafrika zu zählen waren, erhob sich die Frage, warum so wenige Flugzeuge im Fronteinsatz gewesen waren. Man führte dies auf die Teilmobilisierung der Armée de l’air zurück, die sich auf eine längere Kriegsdauer eingestellt hatte.
Auch die Koordination der Kampfführung zwischen der traditionell selbständigen Luftwaffe und den Kampftruppen erwies sich als völlig unzureichend.
Das Fernmeldewesen der französischen Armee im Allgemeinen und speziell der Armée de l’Air war unzureichend.
Die französische Luftabwehr basierte im Wesentlichen noch immer auf den gleichen Mitteln und den gleichen Frühwarnsystemen wie im Ersten Weltkrieg. Das auf dem unzureichenden französischen Telefonnetz basierende Meldesystem war ineffektiv und langsam. Die in Nordfrankreich errichtete britische Radarkette erwies sich über Land als unausgereift und wenig nützlich.

#### Royal Air Force
Die Royal Air Force (RAF) war in Jagdwaffe (Fighter Command), Bomber (Bomber Command) und Marineflieger (Coastal Command) gegliedert. Anfang 1940 wurde das Kommando der British Air Forces in France unter Air Marshal Arthur Barratt gebildet. Zu Beginn des Westfeldzugs waren auf dem Kontinent 456 Maschinen (262 Jäger, 135 Bomber, und 60 Aufklärer) eingesetzt. Die Jagdverbände waren teilweise noch mit dem Doppeldecker Gloster Gladiator und mehrheitlich mit der modernen Hawker Hurricane ausgestattet. Die Briten lehnten ab dem 15. Mai jede zusätzliche Entsendung von Jagdflugzeugen ab, um die Luftverteidigung der Insel, die bereits unter den von Hugh Dowding geforderten 52 Staffeln lag, nicht weiter zu schwächen. In der Schlussphase griffen in Südengland stationierte Verbände in den Kampf ein, die teilweise mit der Spitfire ausgestattet waren, deren Kampfkraft der Messerschmitt Bf 109 zumindest ebenbürtig war.
Als Schlachtflugzeug setzte die RAF im Rahmen der Advanced Air Striking Force die veraltete einmotorige Fairey Battle ein; sie musste nach schweren Verlusten abgezogen werden. Mit der Vickers Wellington und der Handley Page Hampden verfügte das Bomber Command über moderne Bomber zur taktischen Luftunterstützung.

#### Luftstreitkräfte der Benelux-Staaten

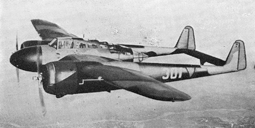
Eine niederländische Fokker G.I im Flug

Die niederländische Koninklijke Luchtmacht verfügte im Mai 1940 in den Niederlanden über rund 140 Flugzeuge, von denen rund 90 als einigermaßen modern angesehen werden konnten. Die Jagdverbände setzten sich aus 36 einmotorigen Fokker D.XXI (Tiefdecker mit noch starrem Fahrwerk) und 27 zweimotorigen Fokker G.I zusammen. Die Bomberstreitmacht wurde im Wesentlichen von 16 mittleren Bombern Fokker T.V repräsentiert, von denen allerdings nur neun flugtauglich waren. Aus den Vereinigten Staaten von Amerika waren zudem 18 leichte Bomber Douglas DB-8A geliefert worden, die aber nicht zum Einsatz gelangten. Der Rest der Luftstreitkräfte setzte sich aus älteren Beobachtungsflugzeugen verschiedener Typen zusammen.
Nur wenig mehr konnten die Luftstreitkräfte Belgiens aufbieten. Das Gros ihrer Ausrüstung bestand aus 154 veralteten leichten Aufklärungsbombern vom Typ Fairey Fox. Sie verfügten aber auch über 20 Jäger Hawker Hurricane Mk.I, 22 Jäger Gloster Gladiator und 27 italienische Jäger Fiat CR.42. Die einzigen einigermaßen modernen Bomber waren 16 einmotorige Fairey Battle. Dazu kamen noch etwa 100 Beobachtungs- und Trainingsflugzeuge diverser Typen. Die in den USA bestellten Jäger vom Typ Brewster B-339 (40 Stück) und Bomber vom Typ Douglas DB-7 (16 Stück) konnten vor dem Mai 1940 nicht rechtzeitig geliefert werden.
Luxemburg verfügte über keinerlei Luftstreitkräfte.
Insgesamt verfügten die Niederlande und Belgien also über etwa 130 Jäger und 40 Bomber, die in Bezug auf ihre Modernität mit britischen, französischen und deutschen Mustern vergleichbar, insgesamt aber relativ veraltet waren.

#### Luftwaffe

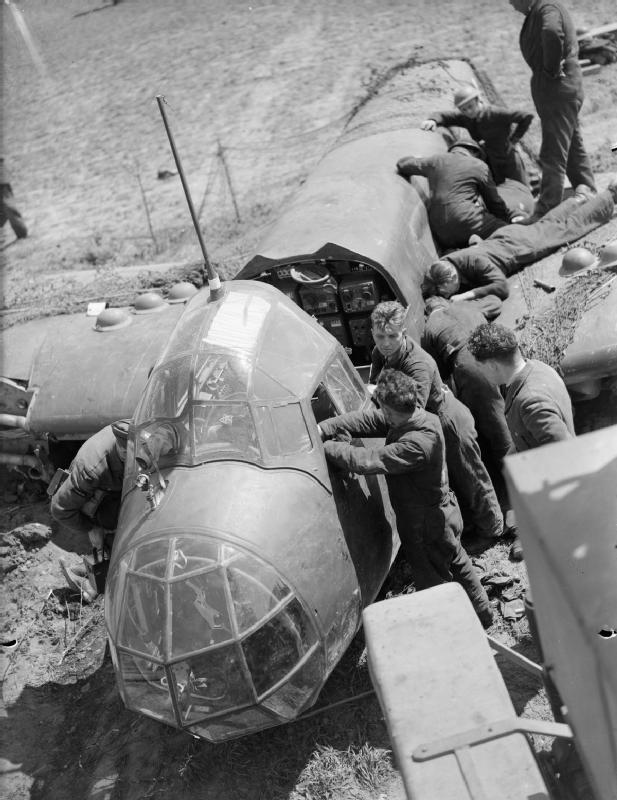
In Frankreich zwischen 12. und 14. Mai 1940 abgeschossene Junkers Ju 88 wird durch Bergungsmannschaft demontiert

Zu Kriegsbeginn lag das Schwergewicht der deutschen Luftrüstung bei Flugzeugen zur Erringung der Luftüberlegenheit und zur Gefechtsfeldunterstützung hoch mobiler Truppen. Bei den Jagdflugzeugen setzte man auf die im Spanischen Bürgerkrieg im Rahmen der Legion Condor bewährte Messerschmitt Bf 109, die ab 1939 in der Version Bf 109-E ausgeliefert wurde. Der Kampfzerstörer Messerschmitt Bf 110 sollte den Bombern einen Weg durch feindlichen Jagdschutz bahnen und Bomber abschießen. Zur unmittelbaren Gefechtsfeldunterstützung diente der ebenfalls in Spanien erprobte Doppeldecker Henschel Hs 123, der sowohl als Schlachtflieger wie auch als Sturzkampfbomber zum Einsatz kam. Noch vor dem Westfeldzug wurde die Hs 123 als Sturzkampfbomber von der leistungsstärkeren Junkers Ju 87 abgelöst. Die Kampfgeschwader waren mit zweimotorigen Bombern der Typen Heinkel He 111, Dornier Do 17 und Junkers Ju 88 ausgestattet. Im Bereich Truppentransport und Versorgung griff die Luftwaffe auf die bewährte Junkers Ju 52 zurück.
Im Bereich der Heeresgruppe B war die Luftflotte 2 unter General Albert Kesselring für die Luftunterstützung verantwortlich. Hier sollte auch das Luftlandekorps unter General Student zum Einsatz kommen, das aus der 7. Flieger-Division (Fallschirmjäger) und der 22. (Luftlande) Infanterie-Division sowie dem II. Flak-Korps unter General Deßloch bestand. Die Luftflotte 3 unter General Hugo Sperrle war der Heeresgruppe A zugeordnet und verfügte über die Fliegerkorps I (Grauert), V (Greim), II (Lörzer), die Verbände des Jagdfliegerführers 3 sowie über ein Flak-Korps.
Für den Westfeldzug standen etwa 900 Jagdflugzeuge Bf 109, etwa 220 Zerstörerflugzeuge Bf 110, etwa 1100 zweimotorige Kampf- und etwa 320 Sturzkampfflugzeuge Ju 87 sowie 45 Schlachtflieger Hs 123 zur Verfügung.

#### Luftstreitkräfte im Vergleich
In den späten 1930er-Jahren setzten so gut wie alle Industrienationen überhöhte Erwartungen in die kriegsentscheidende Wirkung eines Luftkrieges. Das traf auch auf das Deutsche Reich zu; man konnte sich aber die Entwicklung einer strategischen Luftflotte aus wirtschaftlichen Gründen nicht leisten. Man konzentrierte sich daher auf die Optimierung der taktischen Luftstreitkräfte, von denen man sich auch operative Auswirkungen versprach. Neben dem Standardjäger Messerschmitt Bf 109 und neuen Sturzkampfflugzeugen wurde der Bau von vergleichsweise leichten, schnellen zweimotorigen Horizontalbombern forciert, die in relativ kurzer Zeit in relativ hohen Stückzahlen hergestellt werden konnten. In der NS-Propaganda wurden diese Flugzeuge als „Blitzbomber“ gepriesen, weil sie angeblich die alliierten Abfangjäger an Geschwindigkeit übertrafen. Dies traf zwar auf einzelne Typen zu, nicht aber auf voll beladene, in Formation fliegende Verbände in Angriffshöhe. Auf ausreichende Abwehrbewaffnung musste dabei ebenfalls aus Gewichtsgründen verzichtet werden.
Das Fehlen strategischer Bomber zwang zwar zum Verzicht auf die Führung eines strategischen Luftkriegs, ermöglichte aber kurzfristig die Formierung großer taktischer Verbände. Viele Besatzungen hatten bereits im Spanischen Bürgerkrieg und beim Überfall auf Polen Einsatzerfahrung gesammelt, was unter anderem zur Umstellung des engen Verbandsflugs aus Zeiten des Ersten Weltkriegs auf einen weit gestreckten, den ausgestreckten Fingern einer Hand ähnlichen Schwarm führte, der ab 1941 auch von den Alliierten als „finger four“ übernommen wurde. Damit war es möglich, schnelle Jäger ohne die Gefahr der Kollision in größeren Gruppen aus bis zu 40 Maschinen im Kampf zu führen.
Demgegenüber wurde die Modernisierung der Luftstreitkräfte Frankreichs durch die Priorität des Ausbaus der Maginot-Linie sowie durch politische und soziale Spannungen innerhalb des Landes gebremst. So wurde angeblich die Produktion des Jägers Bloch MB.152 durch Sabotage kommunistischer Arbeiter verzögert. Die auf einen Stellungskrieg konzentrierte Verteidigungsdoktrin ließ nach dem gewonnenen Ersten Weltkrieg kein realistisches Bedrohungsbild entstehen; erst die deutlich sichtbare deutsche Luftrüstung ab 1935 führte zu Modernisierungsversuchen, um gegenüber den unterschätzten Deutschen nicht in Rückstand zu geraten. Die Maßnahmen, die unter anderem in der Bestellung von bis zu 3000 Dewoitine D.520 bestanden, liefen 1940 erst an; so war bei der Kapitulation mit 351 Exemplaren erst ein Bruchteil davon technisch einsatzbereit, praktisch fehlte es der breiten Basis der Kampfpiloten an Erfahrung.
Die Royal Air Force betrieb seit 1935 ebenfalls ein Modernisierungsprogramm, das hauptsächlich auf die Verteidigung der Britischen Inseln abgestimmt war. Dabei wurde der Einsatz von Radar mit den damals neuartigen Methoden der Einsatzforschung im Jahr 1940 ermöglicht (siehe Chain Home). Die Operationen der Landstreitkräfte auf dem Kontinent sollten mit visuellen Ortungsmethoden wie zur Zeit des Ersten Weltkrieges erfolgen. Der Einsatz von leichten Bombern zur taktischen Unterstützung der Bodentruppen wurde zwar praktiziert, scheiterte aber an modernen Flugabwehrkanonen und deutscher Luftüberlegenheit, außerdem stand mit der nicht sturzkampffähigen Fairey Battle nur ein für diesen Zweck unzulängliches Flugzeug zur Verfügung. Erst im Laufe des Afrikafeldzugs bis 1943 wurden schlagkräftige taktische Verbände geschaffen, die entscheidend zum Erfolg der Alliierten während der Landung in der Normandie beitrugen.
Obwohl die alliierten Luftstreitkräfte in Summe über etwa 1300 Jagdflugzeuge in Frankreich und den Beneluxländern verfügten, konnten diese Kräfte nie koordiniert gegen die deutsche Luftwaffe eingesetzt werden. Selbst wenn ein Angriffsverband lokalisiert werden konnte, trafen in der Regel maximal 20 bis 24 alliierte Jagdflugzeuge auf etwa 40 deutsche Messerschmitt Bf 109, was einer typischen Jagdgruppe entsprach. Aufgrund der engen Formation der Alliierten behinderten diese sich oft selbst im Kampf, dazu kamen die alliierten Sprachprobleme. Dennoch konnten die alliierten Jagdflugzeuge der deutschen Luftwaffe im Verlauf des Westfeldzugs über 500 Luftsiege abringen, was bei einer längeren Dauer des Feldzugs zu einer Abnutzungssituation zum Nachteil der Luftwaffe geführt hätte. Durch die schnelle Bodenoffensive kam dies aber nicht offen zur Wirkung. Die Siegeseuphorie und die NS-Propaganda lenkten davon ab, dass die Erholungsphase der Luftwaffe bis zur „Luftschlacht um England“ zu kurz war.

## Fall Gelb

### Noten der deutschen Reichsregierung
Das deutsche Außenministerium hatte am 9. Mai 1940 eine diplomatische Note erstellt, die den belgischen und niederländischen Botschaftern am Folgetag um 5:45 Uhr übergeben wurde. Darin wurde behauptet, Belgien und die Niederlande hätten „völlig einseitig die Kriegsgegner Deutschlands begünstigt und ihren Absichten Vorschub geleistet“. Es werde daher „der Befehl erteilt, die Neutralität dieser Länder mit allen militärischen Machtmitteln des Reiches sicherzustellen.“ Weiter wurde behauptet, „daß Deutschland nicht die Absicht hat, durch diese Maßnahme die Souveränität des Königreiches Belgien und des Königreiches der Niederlande noch den europäischen noch außereuropäischen Besitzstand dieser Länder jetzt oder in Zukunft anzutasten.“ Der luxemburgischen Regierung wurde in einer Note mitgeteilt, dass die Reichsregierung sich gezwungen sehe, die von ihr eingeleiteten Operationen „auch auf das luxemburgische Gebiet“ zu erstrecken.

### Invasion der Niederlande und Dyle-Breda-Plan

#### Deutsche Maßnahmen

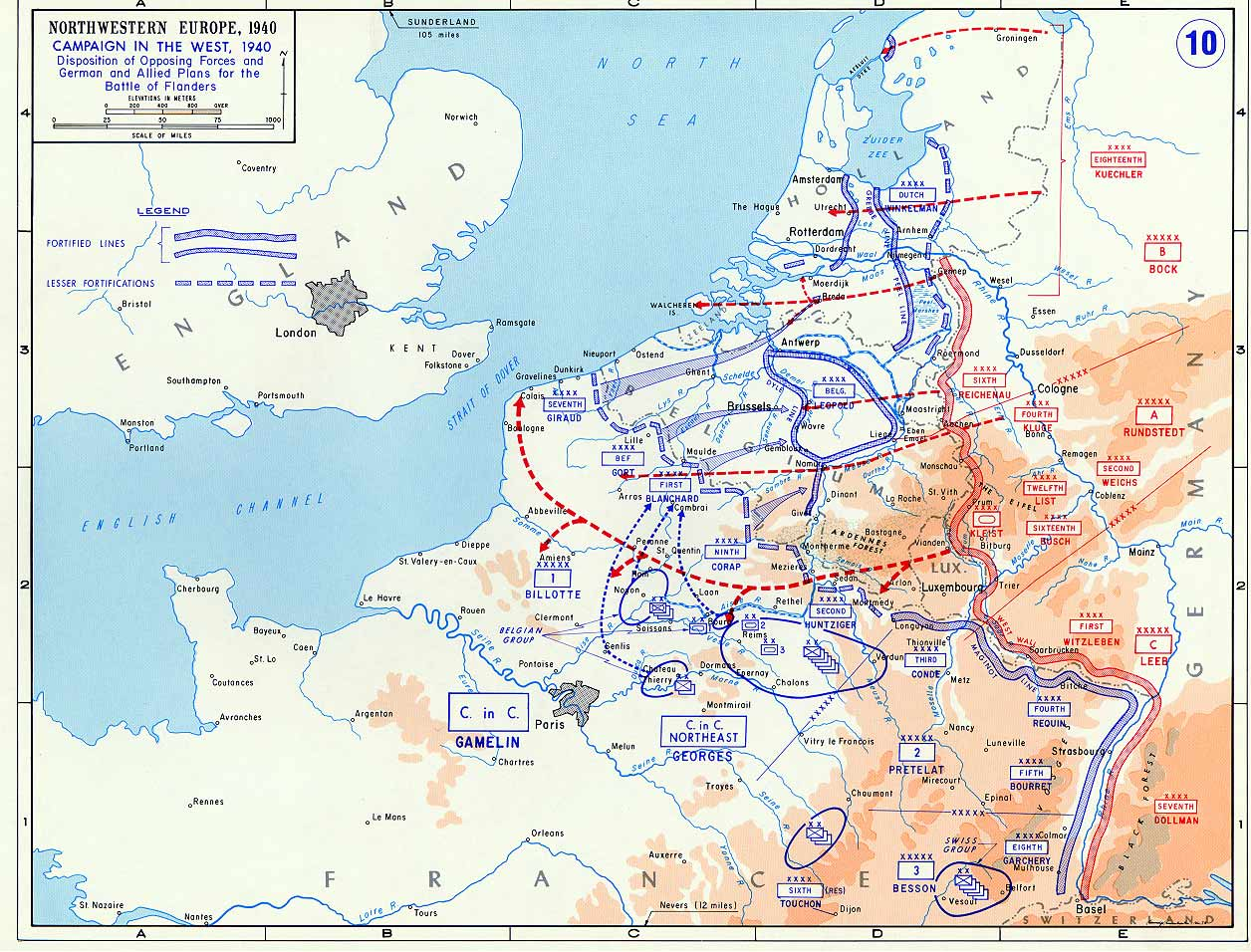
Deutsche und alliierte Pläne

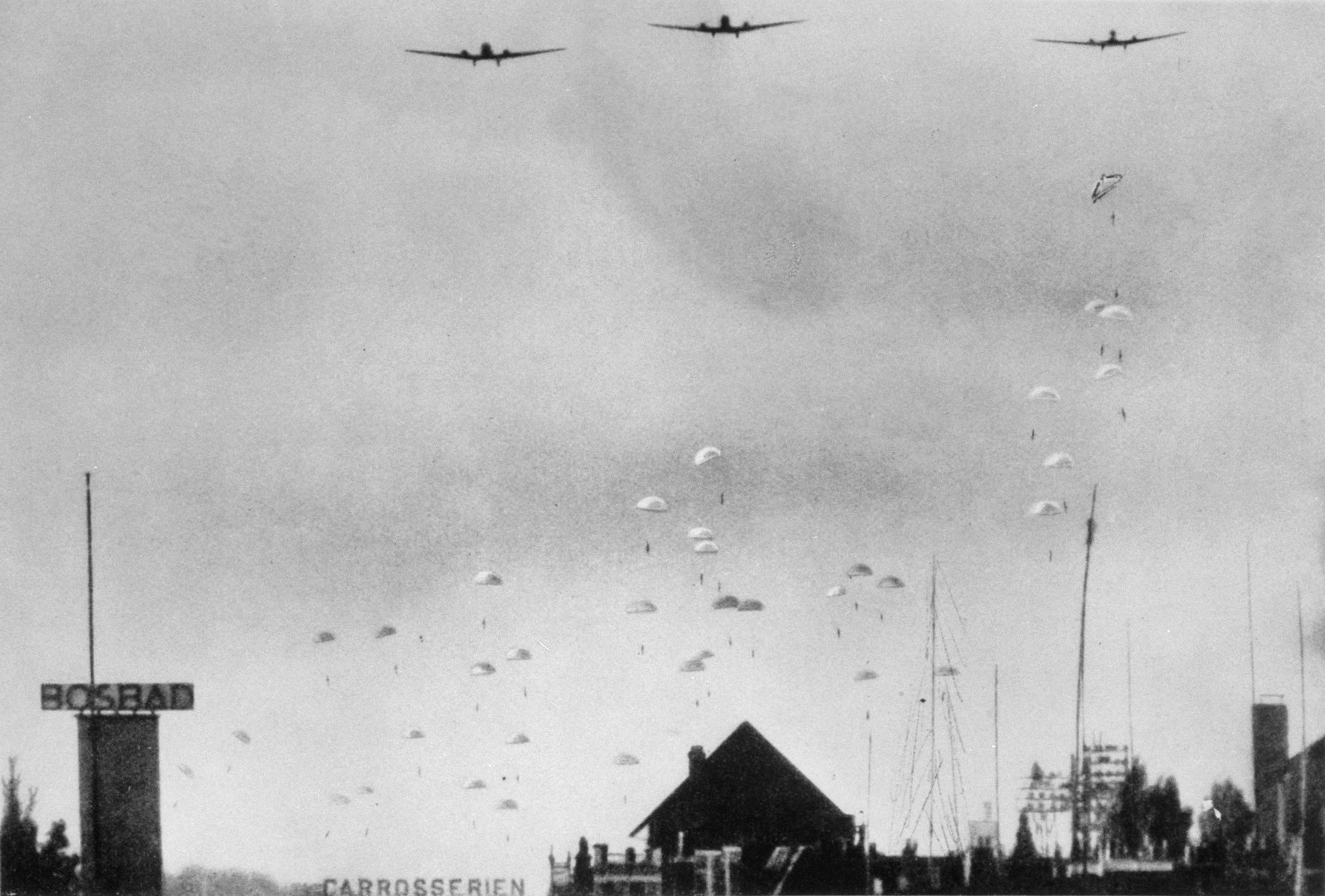
10. Mai 1940: Landung deutscher Fallschirmjäger bei Den Haag

In den Morgenstunden des 10. Mai 1940 bezog Hitler das zuvor ausgebaute Führerhauptquartier Felsennest in Bad Münstereifel-Rodert in der Nordeifel. Von dort aus leitete er die erste Phase des Westfeldzuges, den Angriff auf die Niederlande, Belgien, Luxemburg und Nordfrankreich. Wenige Kilometer von Rodert entfernt wurde im Forsthaus Hülloch ein Hauptquartier für das Oberkommando des Heeres unter Generaloberst Walther von Brauchitsch errichtet.
Am 10. Mai 1940 um 5:35 Uhr begann mit dem Angriff der Heeresgruppe B der Fall Gelb. Fallschirmjäger-Einheiten unter General Kurt Student wurden über den Niederlanden und Belgien abgesetzt, um strategisch wichtige Brücken und Flugplätze in der Tiefe des Raumes zu besetzen. Der rasche Zugriff sollte zumindest in den Niederlanden ein Eingreifen der Alliierten unterbinden und die Verteidigungskräfte aufsplittern. Die Inbesitznahme der Ziele gelang fast überall, oft aber nur unter schweren Verlusten. Im Bereich des Regierungssitzes Den Haag auf den Flugplätzen von Ockenburg, Ypenburg und Valkenburg büßten Teile der 22. Infanterie-Division zwei Drittel ihrer Stärke ein und die Flugplätze mussten aufgegeben werden. Auch der Fallschirmeinsatz der 7. Flieger-Division verlief nicht ohne Verluste, jedoch gelang es, die Brücken über das Hollandsch Diep bei Moerdijk, über die Noord bei Dordrecht und die Neue Maas bei Rotterdam unversehrt in Besitz zu nehmen und zu halten. Die Waalbrücke Nijmegen und die Brücke bei Arnheim (die 1944 das Ziel von Operation Market Garden sein sollte) wurden vor dem deutschen Einmarsch gesprengt. In Belgien gelang deutschen Fallschirmjägern am 10./11. Mai mit der Einnahme des belgischen Forts Eben-Emael im Festungsring Lüttich ein wichtiger Sieg. Durch die Eroberung konnten wichtige Brücken über den Albert-Kanal unbeschädigt genommen werden und den Heereskräften der 18. Armee gelang der weitere Vormarsch ohne Verzögerung (Schlacht von Fort Eben-Emael).

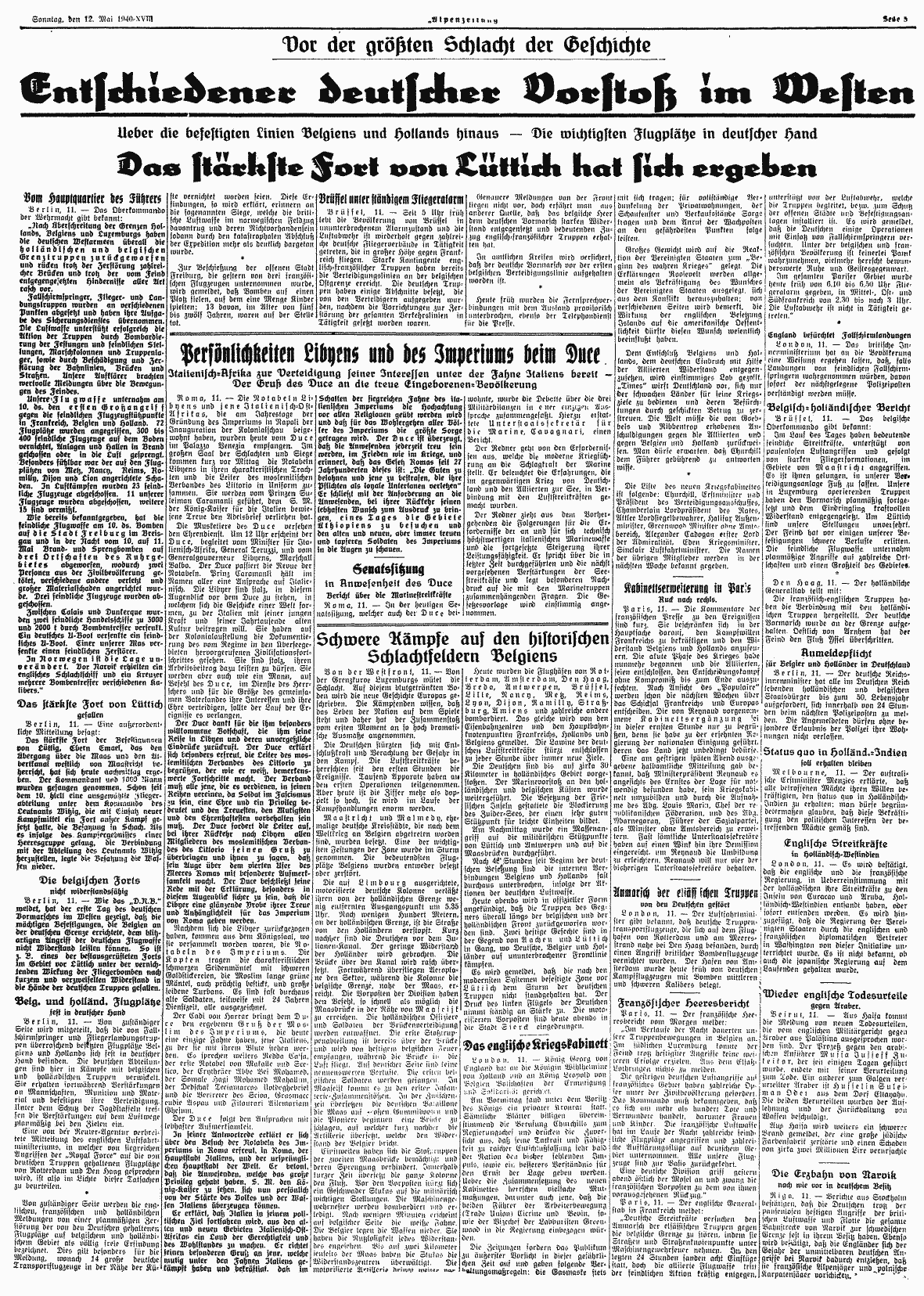
Bericht der faschistischen Alpenzeitung über den deutschen Vorstoß, Ausgabe vom 12. Mai 1940

Durch den schnellen Vorstoß der 18. Armee, die bereits am ersten Tag das IJsselmeer erreichte und der 9. Panzer-Division nach Moerdijk, wurden die Niederlande auf dem Landweg abgeschnitten. Da nun die französische 7. Armee (General Henri Giraud) die Niederlande nur mehr auf dem Seeweg unterstützen konnte, beschränkte sich Giraud auf die Verteidigung der Küste der Westerschelde vom Kanal bis Antwerpen.

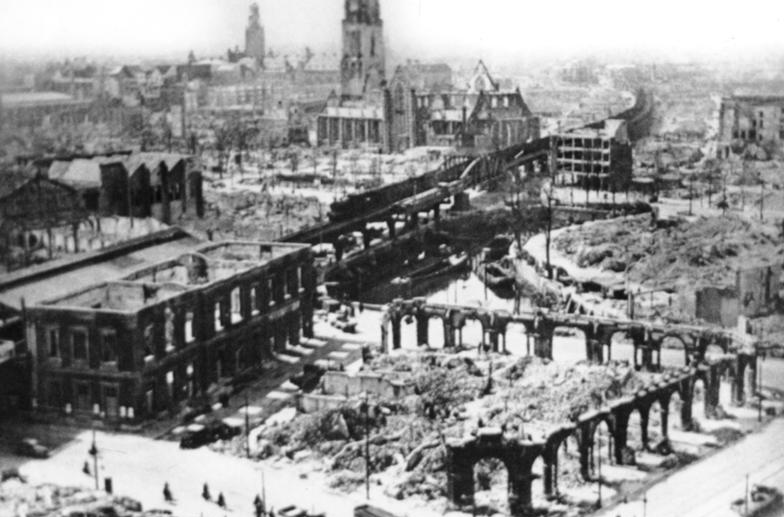
Zerstörungen in Rotterdam nach dem Bombenangriff

Am 13. Mai 1940 wurde noch immer um Rotterdam, einen der Eckpfeiler der „Festung Holland“, gekämpft. Den deutschen Fallschirmjägern stand hier mit den Mariniers (Marinekommandoeinheiten) eine Elitetruppe gegenüber. Als am 14. Mai ein Versuch scheiterte, den niederländischen Stadtkommandanten, Oberst Pieter Scharroo, zur Übergabe der Stadt zu bewegen, befahl der Oberbefehlshaber der 18. Armee, General Georg von Küchler, den Verteidigern von Rotterdam einen um 15:00 Uhr stattfindenden Bombenangriff anzudrohen. Die Verhandlungen mit dem Stadtkommandanten verliefen aufgrund der Weisungen des holländischen Oberkommandierenden Henri Winkelman weiterhin schleppend; man einigte sich gegen 14:00 Uhr darauf, die Waffenruhe bis 18:00 Uhr zu verlängern. Das bereits im Anflug auf Rotterdam befindliche Kampfgeschwader 54 konnte jedoch über Funk nicht mehr erreicht werden und die für diesen Fall vereinbarten Leuchtzeichen zum Abbruch des Angriffs wurden erst von der zweiten Angriffswelle deutscher Bomber erkannt. So warfen 57 von hundert Bombern, in der falschen Annahme, ihr Angriffsbefehl bestehe noch, insgesamt 97 Tonnen Sprengbomben ab. Die Verteidigungsanlagen am Flussufer erlitten kaum Treffer, die Altstadt hingegen wurde zerstört, wobei 814 Zivilpersonen starben. Dieses Ereignis wird – neben der Androhung eines weiteren Angriffs auf das ebenfalls zäh verteidigte Utrecht und der nahezu hoffnungslosen militärischen Gesamtlage – als entscheidend für den Entschluss zur Gesamtkapitulation der niederländischen Streitkräfte im Mutterland gesehen. Sie wurde am 14. Mai um 20:30 Uhr per Rundfunk verkündet.

#### Alliierte Maßnahmen

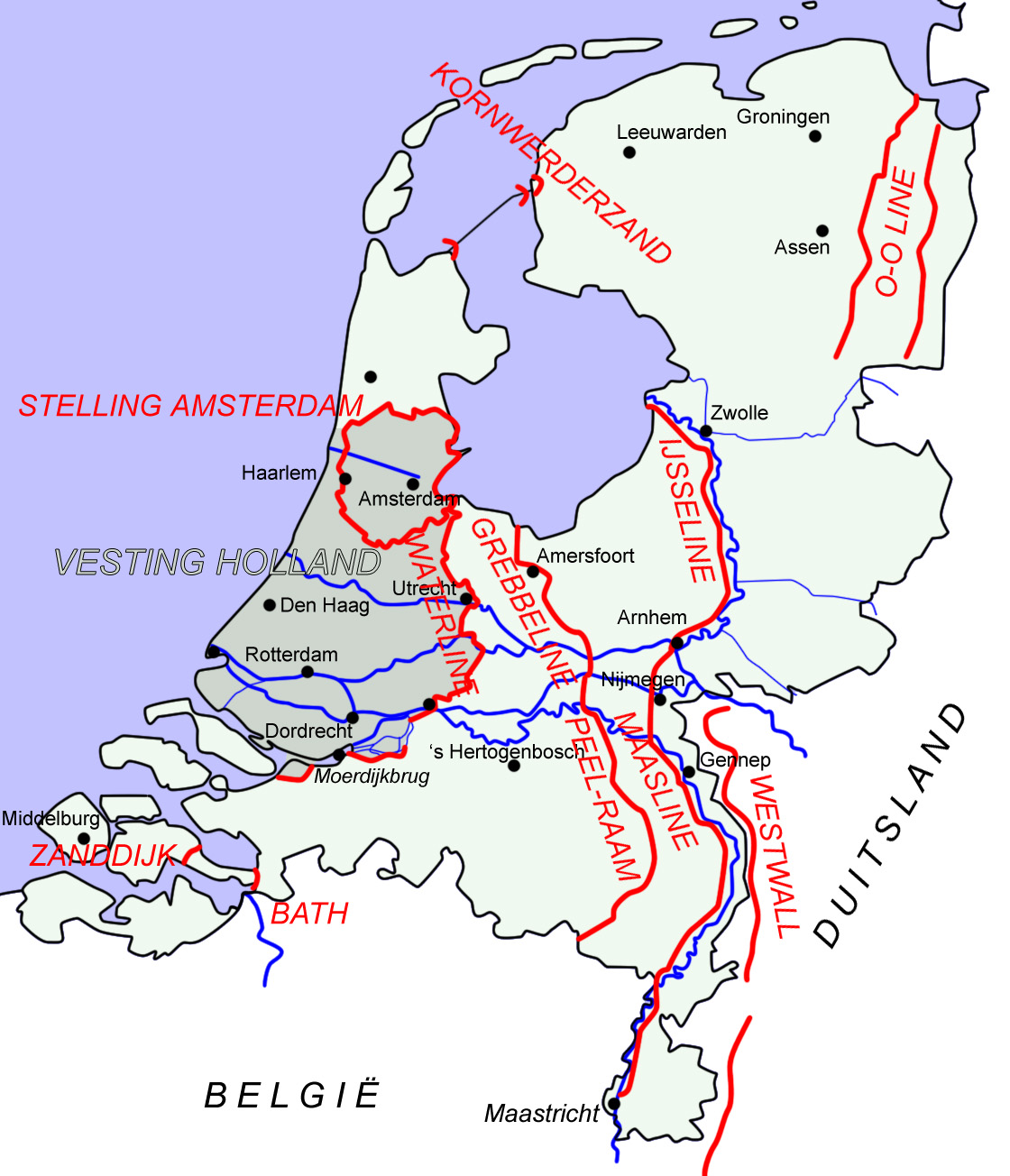
Niederländische Verteidigungslinien 1940

Da die Alliierten den deutschen Angriffsschwerpunkt im Norden Belgiens vermuteten, begannen sie am 10. Mai mit dem für diesen Fall geplanten Vormarsch zur Dyle-Breda-Stellung. Am 12. Mai kam es bei Mons zu einem historischen Treffen, bei dem sich der belgische König Leopold III., der französische Verteidigungsminister Daladier und General Georges darauf einigten, dass General Gaston Billotte die Koordination der Kämpfe in Belgien übernehmen würde. Zu diesem Zeitpunkt hatte die britische Expeditionsarmee (BEF) den Abschnitt zwischen Löwen (25 km östlich von Brüssel) und Wavre (25 km südlich von Löwen) und die französische 1. Armee den Abschnitt von Wavre bis zum Maasknie bei Namur bereits besetzt und mit dem Stellungsausbau begonnen. Die französische 9. Armee hatte ihren linken Flügel bis zur belgischen Maas und bis Namur vorgeschoben. Die französische 7. Armee befand sich im Anmarsch auf Antwerpen.
Das Schlüsselgelände der Dyle-Stellung war das „Trouée de Gembloux“, die Gembloux-Lücke, wo sich die Verteidiger auf keine natürlichen Hindernisse abstützen konnten. Um der 1. Armee Zeit für den Stellungsausbau zu verschaffen, wurde in diesem Abschnitt das einem deutschen Panzerkorps vergleichbare „Korps Prioux“ (2. und 3. leichte mechanisierte Division) mit ihren mehr als 400 modernen Panzern vorgestaffelt. Prioux konnte am 12. Mai in der Schlacht bei Hannut das Panzerkorps Hoepner, das über Lüttich Richtung Gembloux vorstieß, zunächst stoppen und dessen vorwiegend leichten Panzereinheiten schwere Verluste zufügen. Da Prioux seine Kräfte aber linear und ohne Schwerpunktbildung aufgestellt hatte, gelang Hoepner am 13. Mai durch Schwerpunktbildung und Unterstützung der Luftwaffe dennoch der Durchbruch durch die Widerstandslinie. Seine Truppen stießen auf die Gembloux-Stellung vor und brachen in diese ein.
Hoepners Stoß war ein wichtiger Teil jenes Ablenkungsmanövers, das Liddell Hart mit einem Stierkampf verglich:

„Die Heeresgruppe B im Norden stellte die Capa, also das rote Tuch des Toreros, dar. Sie sollte die alliierten Interventionstruppen reizen, wie ein wütender Stier nach Belgien zu eilen – hinein in die Falle. Denn nun konnten die bei der Heeresgruppe A konzentrierten Panzerdivisionen wie der Degen des Toreros in die entblößte rechte Flanke stoßen.“

Am 15. Mai unterzeichnete General Henri Winkelman die Kapitulation der niederländischen Armee. Königin Wilhelmina und ihre Familie hatten zuvor (am 13. Mai) das Land verlassen und waren nach London gereist; sie kündigte eine Fortführung des Widerstandes an.
Die Dyle-Stellung wurde am 16. Mai durchbrochen; einen Tag später wurde Brüssel kampflos besetzt. Die belgische Armee wurde im Raum Brügge eingekesselt und stellte am 28. Mai um 4:00 Uhr morgens das Feuer ein. Leopold III. unterzeichnete die Kapitulation der belgischen Armee und ging mit seinen Soldaten in Kriegsgefangenschaft.

### Durch die Ardennen

#### Deutsche Maßnahmen

10.–16. Mai: Eroberung der Niederlande und Angriff durch die Ardennen

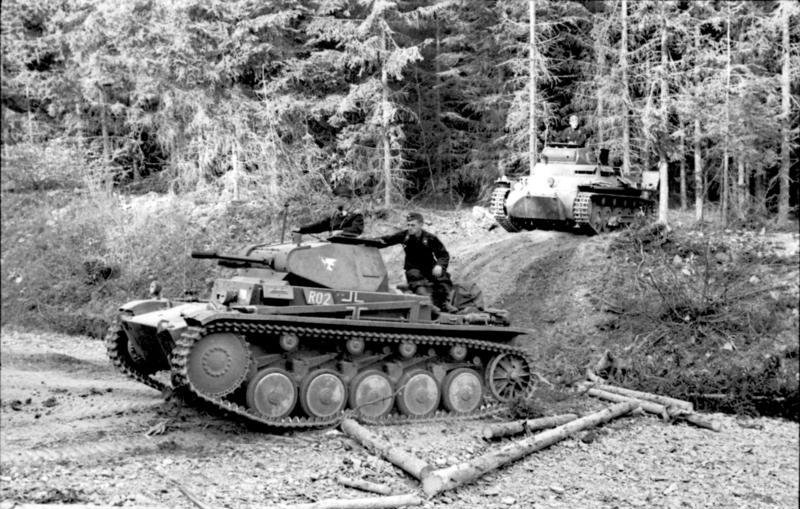
Deutsche Panzer I und Panzer II in einem Wald im Mai 1940

Die Erfolgsaussichten des Ardennenstoßes waren eng mit dem Faktor Zeit verbunden. Der Erfolg hing davon ab, dass den belgischen und französischen Kräften keine Zeit verblieb, ihren Einsatz in den Ardennen zu koordinieren, Verstärkungen heranzuführen und die deutschen Flanken zu attackieren. So gab der Führer der Angriffsspitze, General der Panzertruppe Heinz Guderian, bei seinem XIX. Armeekorps (1., 2. und 10. Panzer-Division, Infanterieregiment „Großdeutschland“) das Motto aus: „In drei Tagen an die Maas, am vierten Tag über die Maas.“ In diesen drei Tagen sollte die Angriffsspitze 170 km kurvenreiche Straßen in oft tief eingeschnittenen Tälern bewältigen, wobei neben den luxemburgischen Grenzsperren zwei belgische und eine französische Befestigungslinie zu überwinden waren. Erst dann kam mit der Überwindung der Maas und den starken Befestigungswerken im Bereich Sedan die eigentliche Herausforderung, die Bildung eines Brückenkopfes südlich der Maas.
Die deutsche Marschplanung hielt lediglich einen Tag. Eine vermeintliche Flankenbedrohung zwang zu Umgliederungen; zahlreiche Brücken- und Straßensprengungen hemmten das Marschtempo. Da man der Panzergruppe einen eigenen Gefechtsstreifen verwehrt hatte, zwängten sich immer wieder Infanterieverbände der nachfolgenden Armeen in die Marschkolonnen der Panzergruppe. Dies führte zu einem Kolonnenstau, der zeitweise eine Länge von 250 km aufwies. Trotz dieser Friktionen erreichten die Spitzen Guderians bereits am Abend des 12. Mai, also bereits 57 Stunden nach dem Angriffsbeginn, die Maas bei Sedan.

#### Alliierte Maßnahmen
Die Belgier hatten zur Sicherung der Ardennen die Gruppe „K“ (1. Ardennenjägerdivision (Chasseurs ardennais), 1. Kavalleriedivision, Pioniereinheiten) eingesetzt. Ihre Aufgabe war es, die zahlreichen vorbereiteten Sperren auszulösen bzw. Brücken zu sprengen und sich nach kurzen Gefechten bei Lüttich hinter die Maas abzusetzen und dort gemeinsam mit den Hauptstreitkräften das belgische „Réduit“ zu verteidigen. Es gelang ihnen, bis auf eine einzige Brücke (Bütgenbach bei Malmedy) alle dafür vorgesehenen Brücken zu sprengen. Örtlichen Widerstand belgischer Truppen gab es in Bodange, Martelange, Léglise, Witry, Chabrehez und Bastogne.

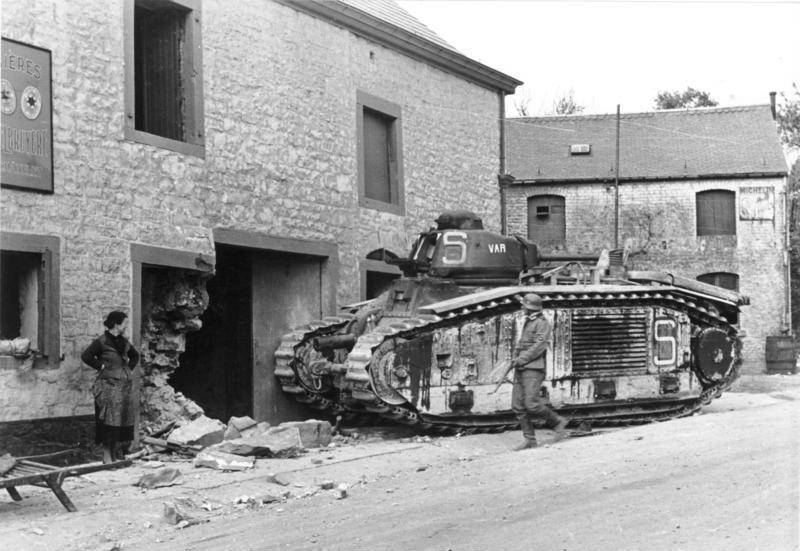
Zerstörter französischer Panzer vom Typ Char B1 bei Namur am 14. Mai 1940

Die französische Armee hatte bezüglich der Verteidigung der Ardennen mit den Belgiern keine Detailabsprachen getroffen, was in der verfügbaren Zeit nicht mehr nachzuholen war. Es kam daher zu keiner nennenswerten Zusammenarbeit der Gruppe „K“ mit der französischen 5. leichten Kavalleriedivision, der die Überwachung des Vorfeldes der Maasverteidigung übertragen worden war. Die Kavalleriedivision erwies sich trotz des günstigen Geländes als wenig standfest.
Am 12. Mai wurden französische leichte mechanisierte Einheiten zurückgezogen und alle Brücken über die Maas gesprengt – mit Ausnahme bei Mézières, wo französische Festungstruppen beide Seiten der Maas halten sollten. Im Laufe des Tages erreichten Vorausabteilungen der drei deutschen Panzerkorps in einem drei Tage währenden Vorstoß von 120 km die Maas. Ihre Linie reichte von Dinant bis Sedan auf einer Länge von 130 Kilometern. Die französische 7. Armee (General Giraud) kam unter starken Druck durch die deutsche 9. Panzer-Division und „Stukas“ und zog sich von Breda und Tilburg auf Antwerpen zurück.

### Überschreiten der Maas

#### Deutscher Angriff

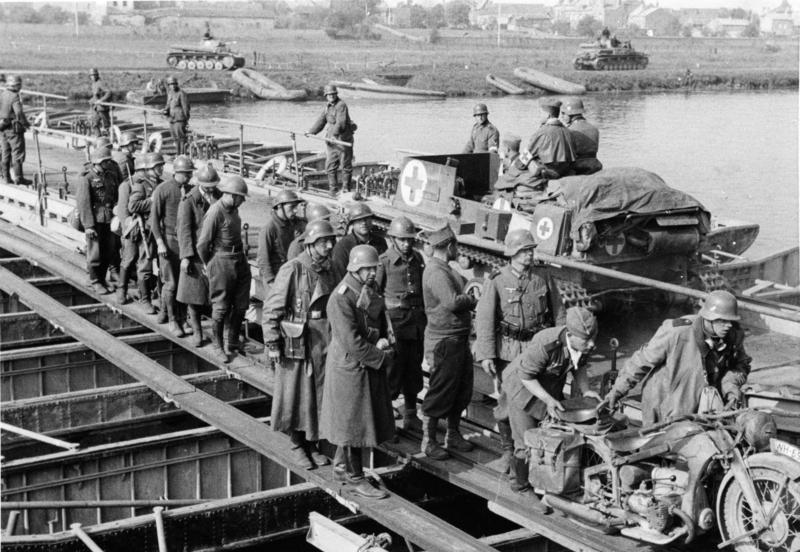
Einheiten der 1. Panzer-Division überqueren auf einer Pontonbrücke die Maas.

Der Angriff über die Maas (Schlacht von Sedan 1940) wurde von General Kleist auf den 13. Mai festgelegt. Er wurde mit schweren Bombenangriffen der Luftwaffe eingeleitet. Allein in den letzten 90 Minuten vor dem Beginn der Bodenoffensive (16:00 Uhr) kamen 750 Horizontalbomber und Stukas zum Einsatz. Nach der Verlegung der Lufteinsätze in die Tiefe gelang es der Infanterie und den Sturmpionieren der 1. Panzer-Division rasch, Brückenköpfe über die Maas zu errichten und diese bis zum Einbruch der Dämmerung bis auf die beherrschenden Höhen von Marfée (zwei Kilometer südlich des Flusses) auszudehnen. Die Sturmpioniere der 10. Panzer-Division benötigten hingegen mehrere Ansätze, um am Südufer Fuß zu fassen; der 2. Panzer-Division gelang dies erst im Laufe der Nacht. In den Morgenstunden des 14. Mai rollten die ersten Panzer über die bei Sedan errichtete Pontonbrücke. Auf ihr überquerten an diesem Tag 60.000 Mann sowie 22.000 Fahrzeuge (davon 850 Panzer) die Maas. Neben dem Korps Guderian überschritt an diesem Tag auch das Panzerkorps Reinhardt die Maas, und zwar bei Monthermé. Dem Panzerkorps Hoth war der Übergang 30 km weiter nördlich bereits am 12. Mai gelungen. Am 13. Mai konnte dieser Brückenkopf durch die 7. Panzer-Division (Rommel) beträchtlich ausgeweitet werden.

#### Reaktionen der Verteidiger
Da sich die Überzeugung, dass die Ardennen für Panzer unpassierbar seien („Les Ardennes sont impérmeables aux chars!“), bei der französischen Armee zum Dogma entwickelt hatte, hatte der Oberbefehlshaber der territorial zuständigen 2. Armee (General Huntziger) damit gerechnet, dass die Wehrmacht erst drei Wochen nach dem Angriffsbeginn einen ernsthaften Versuch unternehmen könnte, die Maas zu überschreiten. Man maß diesem Frontabschnitt daher eine eher geringe Bedeutung bei und setzte mit der 55. Infanteriedivision (General Henri Jean Lafontaine, 1882–1966) nur eine Division der Kategorie B (Reservisten über 30 Jahre) ein. Auch der unerwartet rasche Vorstoß der Deutschen durch die Ardennen beunruhigte die französische Führung zunächst nicht. Selbst das Luftbombardement konnte die Zuversicht nicht erschüttern, da die starken Befestigungsanlagen dem Bombardement standhielten. Größere Ausfälle gab es lediglich bei der ungeschützten Feldartillerie. Aus diesem Bereich gab es dann jedoch einen falschen Panzeralarm, der zu einer Fluchtbewegung bei Teilen der 55. Infanteriedivision führte. Sie löste die Rückverlegung der Kommandanten der 55. und 71. Infanteriedivision mit der daraus resultierenden Unterbrechung der Verbindungen nach vorne aus, was endgültig zur „Panik von Bulson“ führte, von der nicht nur die Masse der 19., sondern auch Teile der benachbarten 71. Infanterie-Division erfasst wurden und die in der Nacht zum 14. Mai die alliierte Maasverteidigung bei Sedan zusammenbrechen ließ.
Noch vor dem Ausbruch dieser Panik hatte man General Lafontaine die Korpsreserve (zwei Infanterieregimenter, zwei Panzerbataillone) mit dem Auftrag unterstellt, unverzüglich den deutschen Brückenkopf zu beseitigen. Lafontaine trat aber nicht unverzüglich, sondern erst 15 Stunden später zum Angriff an, wobei er noch vor den Höhen von Marfée auf deutsche Panzer traf. Das Gefecht wurde nach schweren Verlusten auf beiden Seiten durch deutsche 8,8-cm-Kanonen entschieden.
Am Nachmittag des 14. Mai sollte das verstärkte XXI. Armeekorps (Flavigny) den operativen Gegenschlag führen. Die Chancen der sechs überwiegend mobilen Divisionen, darunter die 3. Panzerdivision, den deutschen Brückenkopf einzudrücken, standen eigentlich ausgezeichnet. Da Guderian mit der Masse seines Korps bereits weitergestoßen war, standen den mehr als 300 Panzern Flavignys zum befohlenen Angriffszeitpunkt lediglich 30 Panzer IV der 10. Panzer-Division und schwache Infanteriekräfte gegenüber. General Jean Flavigny zeigte sich von den Lageschilderungen der geschlagenen Korpsreserve aber so beeindruckt, dass er seine Kräfte auf 20 km Breite auseinanderzog und zur Verteidigung übergehen ließ. Seine Rechtfertigung: „Ich wollte um jeden Preis eine Katastrophe vermeiden!“ Nachdem er dies gemeldet und in der Nacht zum 15. Mai nochmals den Befehl erhalten hatte, dennoch sofort anzugreifen, war er den ganzen 15. Mai vergeblich bemüht, seine verstreuten Kräfte wieder zu sammeln. Der Angriff fand nicht statt; Flavignys Divisionen verzettelten sich in Einzelaktionen, in deren Mittelpunkt immer wieder das exponiert gelegene Dorf Stonne stand, das vom 15. bis 17. Mai siebzehnmal den Besitzer wechselte.

#### Politische Reaktionen der Alliierten
Nachdem Churchill am Morgen des 15. Mai einen Anruf des französischen Ministerpräsidenten Reynaud erhalten hatte, dass „die Schlacht verloren“ sei, flog er am Folgetag nach Paris und traf dort mit Reynaud, Kriegsminister Daladier und Oberbefehlshaber Gamelin zusammen. Nach dem Lagevortrag Gamelins, der die Aussage Reynauds bestätigte, stellte Churchill die Frage nach den operativen Reserven. Sie wurde von Gamelin mit „Aucune“ („Keine!“) beantwortet. Churchill konnte das kaum glauben und dachte zunächst, der General habe ihn missverstanden. Er stellte die Frage noch einmal auf Französisch. In Paris wurde zur gleichen Zeit die Räumung vorbereitet, Beamte des Außenministeriums verbrannten Akten im Hof des Quai d’Orsay.

### Vorstoß zur Kanalküste

#### Deutsche Maßnahmen

16. Mai bis 21. Mai: Vorstoß zur Kanalküste

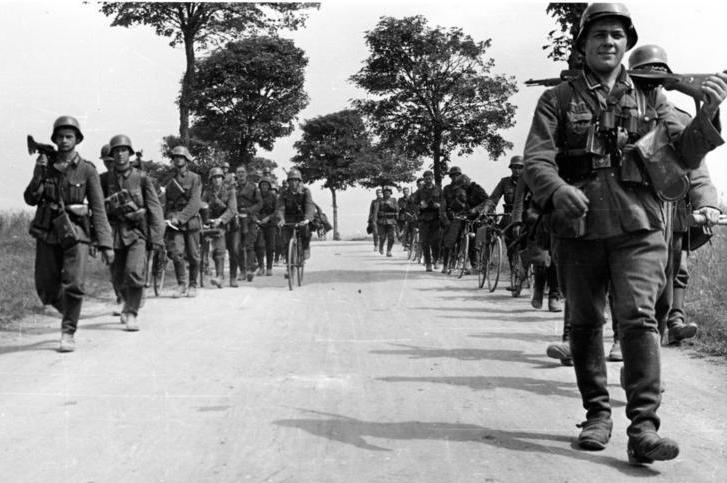
Deutsche Soldaten in Frankreich auf dem Vormarsch im Sommer 1940

Die Detailplanung des Falles Gelb endete mit der Einnahme von Sedan. Zumindest am 14. Mai waren ausnahmsweise alle vorgesetzten Kommandeure des Generals Kleist der Meinung, eine Konsolidierung des Brückenkopfes habe absolute Priorität. Diese Konsolidierung sollte gemäß Heeresgruppe A die 12. Armee (Generaloberst List) sicherstellen, dem auch die Panzergruppe Kleist unterstellt wurde. Kleist wehrte sich sowohl gegen die Unterstellung als auch gegen die Verwässerung des Sichelschnittplanes, der einen raschen, kompromisslosen Stoß zur Küste vorsah. Nun konnten nurmehr vollendete Tatsachen die Selbständigkeit der Panzergruppe wiederherstellen. Die Panzerkorps kamen diesen Intentionen Kleists auch entgegen. Sie stießen nicht nur mit genehmigter Aufklärung, sondern mit Masse weiter in Richtung Westen vor. So ließ Guderian zum Schutz des Brückenkopfes Sedan lediglich die 10. Panzer-Division und etwas Infanterie zurück und ging mit der 1. und 2. Panzer-Division auf Montcornet vor, wo er am 16. Mai auf das Panzerkorps Reinhard traf, das den Ort bereits am Vortag genommen hatte. Weiter nördlich rieb das Panzerkorps Hoth am 15. Mai die 1. französische Panzerdivision bei Flavion auf; in der Nacht zum 17. Mai stieß Rommel bis Le Cateau durch, was der um Konsolidierung ringenden 9. französischen Armee (Corap) den Todesstoß versetzte. In dieser Phase kam es auch zu einem Stimmungsumschwung in der obersten Führung. Während sich im Oberkommando des Heeres (OKH) plötzlich Siegeszuversicht breit machte und auf Tempo gedrückt wurde, wuchs Hitlers Furcht vor Flankenangriffen ebenso wie der Ärger über ungehorsame Panzerführer. Franz Halder (von September 1938 bis September 1942 Chef des Generalstabes des Heeres) notierte am 17. Mai 1940 in seinem Kriegstagebuch:

„Ein recht unerfreulicher Tag. Der Führer ist ungeheuer nervös. Er hat Angst vor dem eigenen Erfolg. Er tobt und brüllt, man sei auf dem Wege, die ganze Operation zu verderben.“

Diese Erregung führte am 17. Mai zur (kurzfristigen) Kommandoenthebung des zu schnellen Guderian und zum „Haltebefehl von Montcornet“, der erst am 18. Mai um 18:00 Uhr aufgehoben wurde. Zwei Tage später erreichte die 6. Panzer-Division ohne ernsthafte Gegenwehr bei Noyelles die Kanalküste. Die 7. Panzer-Division hingegen wurde am 20. Mai bei Arras in einen heftigen, aber schlecht koordinierten Gegenangriff (auch Schlacht von Arras genannt) der BEF verwickelt, der – nicht ohne erhebliche Verluste – abgewehrt werden konnte. Am 24. Mai waren die deutschen Verbände bis auf 15 Kilometer an Dünkirchen herangekommen. Teile hatten bereits das letzte natürliche Hindernis, den Aa-Kanal, überschritten. Zwischen ihnen und dem einzigen noch verbliebenen Kanalhafen der Alliierten befanden sich keine nennenswerten alliierten Verbände; diese standen mit ihrer Masse noch immer etwa 100 Kilometer landeinwärts im Gefecht mit der 6. Armee und der 18. Armee. Am frühen Nachmittag kam dann der zweite Haltebefehl, jener von Dünkirchen.

#### Alliierte Maßnahmen
Die Alliierten verfügten zum Beginn des deutschen Angriffs über hinreichende Reserven. Neben der 7. Armee (Giraud) konnten das starke Kavalleriekorps Prioux und vier Panzerdivisionen für Gegenschläge kurzfristig verfügbar gemacht werden. Als man den Schwerpunkt im Norden erkannt zu haben glaubte, wurde zunächst das Kavalleriekorps und wenig später – trotz der Proteste von General Georges – auch die 7. Armee nach Norden in Marsch gesetzt. Das Schicksal der übrigen Reserven:
- Die 1. Panzerdivision (General Bruneau) wurde mit 167 modernen Panzern, darunter 65 Char B, am Vormittag des 15. Mai bei Flavion von Rommels 7. Panzer-Division beim Tanken überrascht und mit Masse vom Panzerregiment 31 der 5. Panzer-Division zerschlagen, obwohl dieser Verband nur 30 Panzer der Typen III und IV hatte.
- Die 2. Panzerdivision (Bruché) erhielt zwischen dem 11. und 15. Mai fünf verschiedene Einsatzbefehle. Da die Kettenfahrzeuge mittels Eisenbahn und die Trosse auf der Straße verlegt wurden, kam es zur Aufsplitterung und letztendlich zur Lähmung des Verbandes. Zitat aus dem Bericht der Parlamentarischen Untersuchungskommission:

„Am 16. Mai gibt es keine 2. Panzerdivision mehr, sondern nur verstreute Einheiten, deren Führer mit allen Mitteln bemüht sind, Ordnung zu halten, Abänderungsbefehlen nachzukommen, Luftangriffen und deutschen Panzerspitzen auszuweichen, während Kommandostellen aller Art sich um sie streiten und die Verwirrung vermehren.“

- Die 3. Panzerdivision (Brocard) versäumte bei Sedan das Zeitfenster für einen Gegenschlag und verzettelte sich anschließend in den Gefechten um Stonne.
- Die 4. Panzerdivision (de Gaulle) bereitete der deutschen Führung die größten Sorgen. Sie griff am Morgen des 17. Mai von der Aisne her nach Richtung Norden an und überrollte deutsche Fahrzeugkolonnen. Erst am Ortsrand von Montcornet gelang es Panzerabwehrkanonen und 8,8-cm-Geschützen, sie zu stoppen. Nach Luftangriffen und einem Gegenangriff der 10. Panzer-Division musste sich die Division nach schweren Verlusten zurückziehen. Zwei Tage später kam sie nochmals bei Crécy-sur-Serre zum Einsatz. Dort wurde das Gefecht vor allem durch den Einsatz der Luftwaffe entschieden. De Gaulle warf man später vor, keine Luftunterstützung angefordert zu haben.

Nach der Zerschlagung der letzten namhaften mobilen Reserven befahl Oberbefehlshaber Gamelin am 19. Mai erstmals persönlich einen Angriff. Dieser sollte, gleichzeitig von Norden und Süden geführt, die deutschen Panzerspitzen abschneiden. Zur Umsetzung kam es nicht, weil Gamelin noch am gleichen Tag von General Weygand abgelöst wurde, der den Befehl sofort widerrief. Nach zeitraubenden persönlichen Konsultationen in Belgien und Frankreich gab der neue Oberkommandierende am 22. Mai seinen „Weygand-Plan“ bekannt. Dieser sah einen Zangenangriff der Heeresgruppe 1 (Billotte) von Norden und der (neu geschaffenen) Heeresgruppe 3 (Besson) von Süden her vor.
Dazu Churchill:

„Man wird erkennen, dass Weygands neuer Plan sich nur durch seine energische Formulierung von dem widerrufenen Befehl Nummer 12 Gamelins unterschied.“

In der Zwischenzeit war es aufgrund einer britischen Initiative am 21. Mai bereits zu einem Gegenangriff bei Arras gekommen. Der rein britische Angriff fügte den deutschen Kräften (besonders Rommels 7. Panzer-Division) zwar Verluste zu, schlug aber wegen mangelhafter Koordinierung mit den Franzosen und den Unterstützungswaffen nicht durch. Der Zeitpunkt zur Umsetzung des eigentlichen Weygand-Planes wurde mehrmals verschoben und am 27. Mai endgültig ad acta gelegt.

### Haltebefehl von Dünkirchen

Kessel von Dünkirchen 21. Mai bis 4. Juni

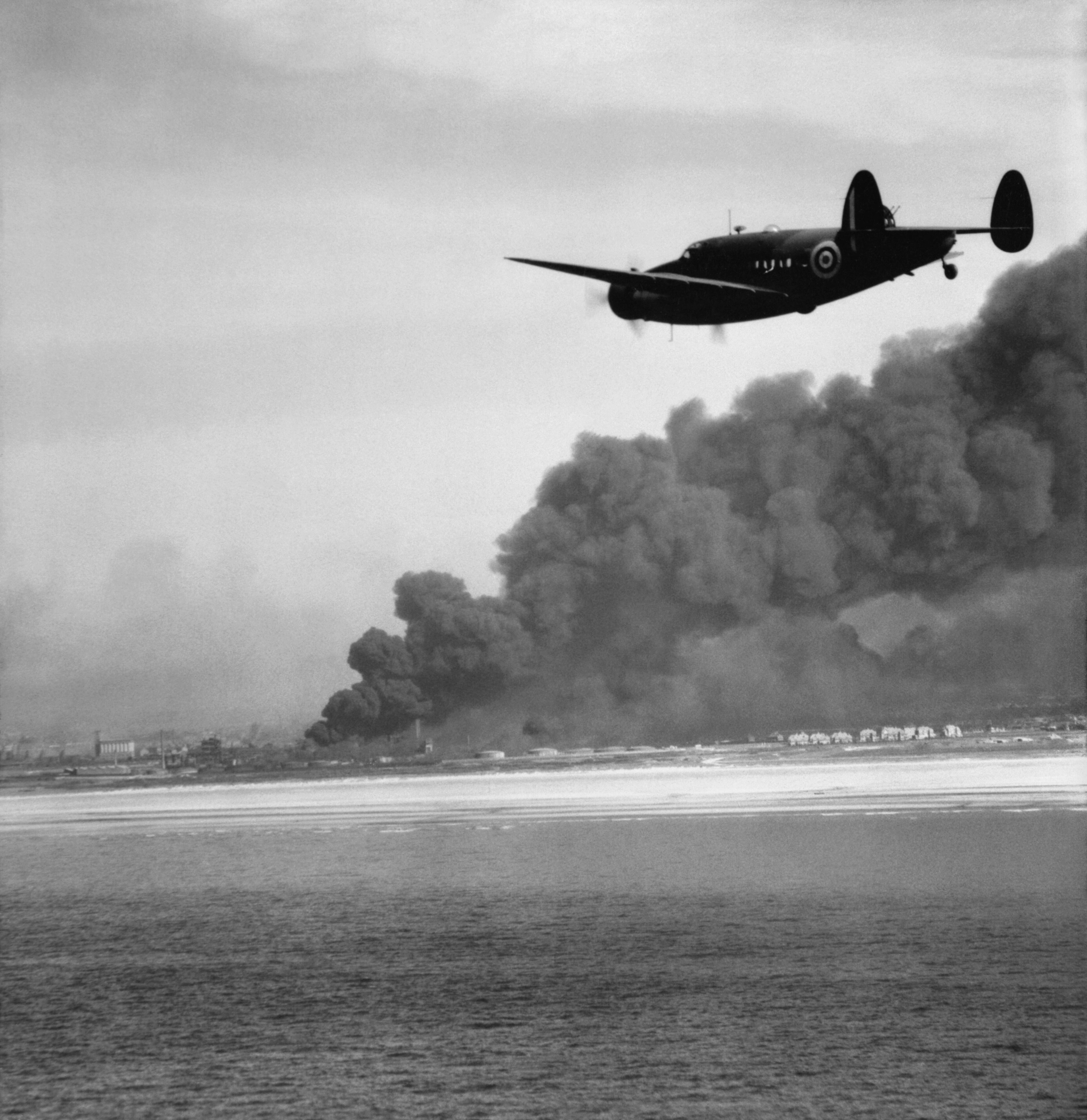
Lockheed-Hudson-Aufklärer der RAF im Anflug auf den durch Luftangriffe der deutschen Luftwaffe schwer getroffenen Hafen von Dünkirchen

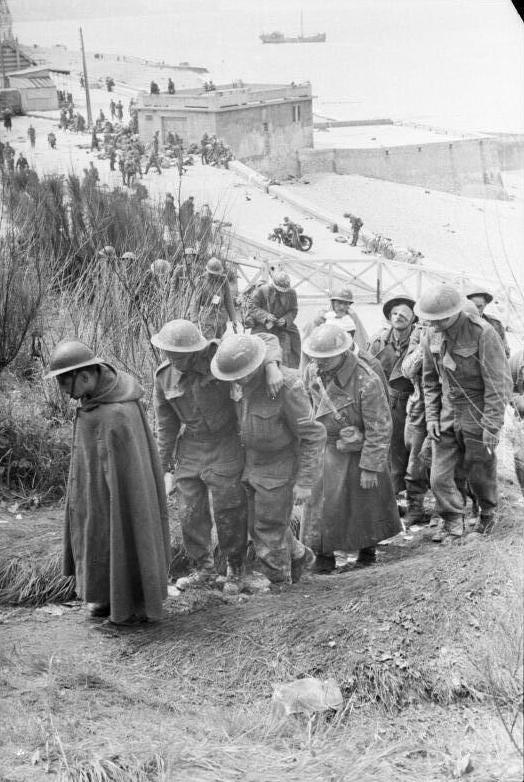
Im Juni 1940 in Veules-les-Roses gefangen genommene britische Soldaten

Nach dem Scheitern der Gegenangriffe auf Sedan kam es zum Sinneswandel im OKH. Generaloberst Brauchitsch und sein Generalstabschef Halder waren nun bereit, alle Risiken des Sichelschnittplanes in Kauf zu nehmen, und plädierten für einen raschen, ungebremsten Vorstoß zum Kanal und die unverzügliche Einschließung und Vernichtung der alliierten Kräfte nördlich der Somme. Hitler und Generaloberst Gerd von Rundstedt wollten das Risiko des ungebremsten Vorgehens nicht auf sich nehmen. Am 23. Mai wurden sie durch eine von der Panzergruppe Kleist abgegebene Meldung bestärkt, man sei „nach bis zu 50 % Verlusten an Panzern gegenüber ‚starkem‘ Feind nicht stark genug für den Angriff nach Osten.“
Diese Meldung, die man als verärgerte Reaktion auf die Zuordnung mehrerer Nebenaufträge deuten kann, nahm die Heeresgruppe als willkommenen Anlass für den „Aufschließbefehl“, der den Panzerverbänden am 23. Mai die Unterbrechung des Angriffs für die Dauer von 24 Stunden verordnete. Über Rundstedts Verzögerungstaktik verärgert, griff nun Brauchitsch erstmals persönlich ein und entzog der in der Zwischenzeit auf 71 Divisionen angewachsenen Heeresgruppe A das Kommando über die 4. Armee (von Kluge), der alle Panzerdivisionen der Heeresgruppe unterstellt waren, und übertrug es der Heeresgruppe B (21 Divisionen). Die Heeresgruppe B war nun allein für die rasche Einschließung und Vernichtung der im belgisch-französischen Grenzbereich befindlichen alliierten Kräfte zuständig, während der Aufbau einer Front in Richtung Süden ausschließlich Aufgabe der Heeresgruppe A sein sollte.
Diese operativ durchaus sinnvolle Maßnahme hatte man Hitler nicht mitgeteilt, da er zur Front unterwegs war. Er erfuhr von diesem Befehl erst am Folgetag, dem 24. Mai, und zwar von Rundstedt, einem ausgesprochenen Gegner dieser Maßnahme. Schwer verärgert über die „Eigenmächtigkeit“ des OKH hob Hitler den Unterstellungsbefehl auf und traf zusätzlich eine in der Kriegsgeschichte nahezu einmalige Entscheidung: Nicht das Oberkommando des Heeres, sondern die Heeresgruppe A möge entscheiden, wann der Angriff auf Dünkirchen fortgesetzt würde. Es war also nicht Hitler, sondern Rundstedt, der am 24. Mai um 12:45 Uhr den berühmt gewordenen Haltebefehl gab, und es war auch Rundstedt, der diesen Haltebefehl zwei Tage und acht Stunden später wieder aufhob. Während dieser Zeit scheiterten alle Versuche, Hitler bzw. Rundstedt zur Weiterführung des Angriffs zu bewegen. Briten und Franzosen errichteten in diesen Tagen unter Einsatz mehrerer Divisionen einen Verteidigungsring um die Hafenstadt. Er sollte die „Operation Dynamo“, die Evakuierung der bei Dünkirchen eingeschlossenen Truppen, sicherstellen. Obwohl diese Operation praktisch erst am 28. Mai anlief, konnten bis 4. Juni insgesamt etwa 338.000 Soldaten nach Großbritannien übergesetzt werden, davon 193.000 Briten. Zusammen mit den aus anderen Häfen evakuierten Soldaten stieg diese Zahl auf rund 370.000 Mann, davon etwa 250.000 britische Soldaten. Die besondere Bedeutung der Rettung der BEF lag in der Tatsache, dass es sich bei den geretteten Soldaten ausschließlich um Berufssoldaten handelte, ohne die der rasche Aufbau eines schlagkräftigen Heeres auf Basis der allgemeinen Wehrpflicht nur schwer vorstellbar gewesen wäre.
Warum der Haltebefehl erteilt wurde, der den Briten erlaubte, ihre eingeschlossenen Truppen zu evakuieren, ist nicht sicher geklärt. Verschiedene Erklärungen werden von Historikern diskutiert: Hans Umbreit wies 1979 Rundstedts Behauptung aus der Zeit nach dem Krieg, es sei um eine Schonung der Briten gegangen, um sie zu einem Friedensschluss zu bewegen, als nachträgliche Schutzbehauptung zurück. Er hält es dagegen für möglich, dass Hitler diesem Ziel eher durch den Luftkrieg näherzukommen hoffte und somit auch mit Blick auf die Zukunft glaubte, die deutschen Panzerverbände schonen zu können. Karl-Heinz Frieser führt den Befehl dagegen darauf zurück, dass Hitler vor Rundstedt und dem Oberkommando des Heeres demonstrieren wollte, dass er als Oberkommandierender der Wehrmacht alle wichtigen Entscheidungen getroffen habe und treffe; nicht zuletzt in Hinblick auf die Zuordnung von Verdiensten nach dem absehbaren Sieg über Frankreich. Das hält auch Richard J. Evans für möglich, der zudem noch Görings Optimismus bezüglich der Luftwaffe und Rundstedts Vorhaben erwähnt, seinen Soldaten eine Ruhepause zu gönnen.
Zweifellos wurde Hitler in seiner Haltung durch Göring bestärkt, der ihm am 23. Mai versicherte, dass er (Göring) mit „seiner“ Luftwaffe den Alliierten in Dünkirchen allein den „Gnadenstoß“ versetzen könne. Dieses Versprechen konnte er nicht einlösen. Da auch noch Schlechtwetterperioden den Einsatz der Luftwaffe hemmten, blieb Görings Gesamtbilanz weit von seinem hochgesteckten Ziel entfernt. Die Briten schossen im Luftraum über Dünkirchen 132 deutsche Flugzeuge ab und verloren selbst 177 Flugzeuge.
Am 28. Mai um 4 Uhr morgens stellten die belgischen Streitkräfte das Feuer ein (mit Ausnahme einiger isolierter Abschnitte, die bis zum 29. Mai kämpften). Der belgische Ministerpräsident Pierlot hielt von Paris aus am 28. Mai eine Rundfunkrede an die Belgier. Er erklärte, die Belgier seien durch die Kapitulation von König Leopold (Oberbefehlshaber der belgischen Armee) überrumpelt worden; dieser habe gegen die Anweisungen der Regierung gehandelt. Deshalb habe er keine Regierungsgewalt mehr; das belgische Kabinett übernehme alle seine Amtsbefugnisse.
Der Wegfall der Belgier öffnete eine etwa 32 km breite Bresche auf der linken Flanke des englisch-französischen Kessels um Dünkirchen. Englischen Einheiten (Panzerspähwagen der 12. Lancers und durch als Infanteristen eingesetzte Artilleristen und Nachschubspersonal) gelang es nach heftigen Kämpfen mit der deutschen 256. Infanterie-Division, diese Lücke bei Nieuwpoort abzuriegeln. Die französische 1. Armee (sechs Divisionen) wurde im Kessel von Lille (28. Mai bis 31. Mai 1940) von sieben deutschen Divisionen eingeschlossen.

## Fall Rot

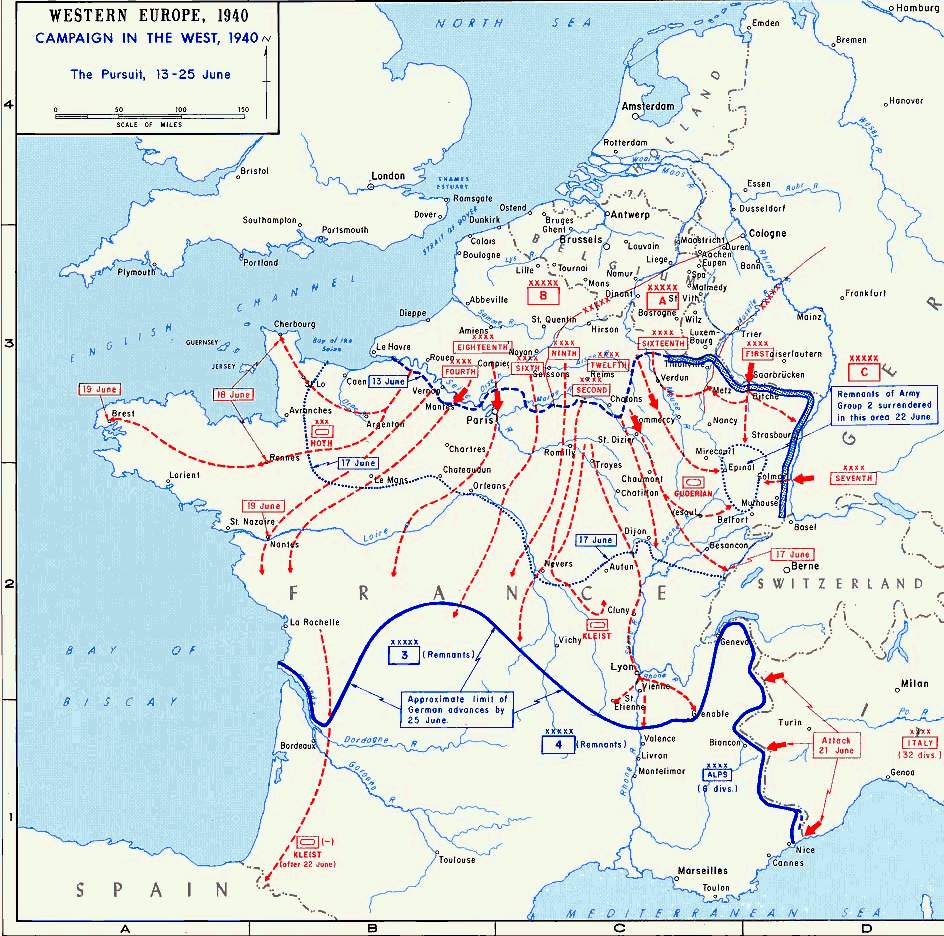
Verlauf von Fall Rot

### Deutscher Angriff
Der „Fall Rot“ war die zweite Großoperation des Westfeldzuges, bei dem zum einen der alliierte Südflügel entlang der Maginotlinie von Sedan bis zur Schweiz eingeschlossen werden sollte. Zum anderen war geplant, dass gleichzeitig starke Kräfte nach Frankreich hineinstoßen sollten. Dabei hatte die französische Armee nach der Schlacht von Dünkirchen praktisch keine Chance mehr, noch eine Wende herbeizuführen, denn das Kräfteverhältnis hatte sich gegenüber dem Beginn des Feldzuges umgekehrt. Den Angriff sollte die Heeresgruppe B zwischen Reims und der Kanalküste von Belgien aus bis nach Paris durchführen. Die Heeresgruppe A stellte sich zwischen Reims und Sedan zum Angriff bereit. Sie hatte den Auftrag, mit der Panzergruppe Guderian voraus entlang der Marne in Richtung der Schweizer Grenze vorzugehen. Die Heeresgruppe C wartete rechts des Rheins.
Die Alliierten konnten nur die neue Heeresgruppe 3 (bestehend aus 6., 7., und 10. Armee) entgegensetzen, die kaum mehr über gepanzerte Kräfte verfügte. Die Masse der noch verfügbaren 66 alliierten Divisionen blieb weiterhin in der Maginot-Linie gebunden. Die Wehrmacht konnte dagegen 104 Divisionen aufbieten; weitere 19 Großverbände standen als Reserve zur Verfügung.

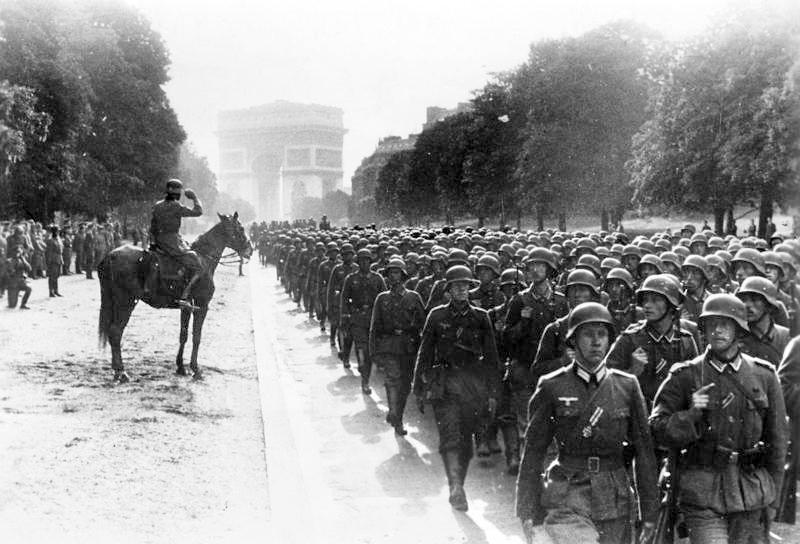
Deutsche Parade auf der Avenue Foch vor dem Arc de Triomphe in Paris am 14. Juni 1940

Im Mai und Juni durchschlug die Heeresgruppe B in den drei aufeinander folgenden Schlachten um Montcornet, an der Ailette sowie an der Aisne die französische Verteidigung genannt „Weygand-Linie“ an Somme und Aisne. Sie blieb zunächst aber unter hohen Verlusten stecken, da die Franzosen erbitterten Widerstand leisteten. Statt ihrer bisherigen „linearen“ Gefechtsführung organisierten sie nun eine gestaffelte Verteidigung in der Tiefe, auf die sich die Deutschen erst einstellen mussten. Nach dem Durchbruch stießen die deutschen Truppen jedoch schnell in das Innere Frankreichs vor. Am 14. Juni marschierten Verbände der 18. Armee in Paris ein, das zur offenen Stadt erklärt worden war. Rommels 7. Panzer-Division stieß an einem Tag, dem 17. Juni, allein 240 Kilometer vor.
Die Heeresgruppe A eröffnete ihre Offensive nach einer Umgruppierung am 9. Juni. Guderian erreichte mit seinen Verbänden schneller als erwartet am 17. Juni die Schweizer Grenze. Die 7. Armee der Heeresgruppe C, die bei Breisach den Rhein überschritten und die Maginotlinie durchstoßen hatte, vereinigte sich am 19. Juni bei Belfort mit Teilen der Panzergruppe Guderian. Damit waren drei französische Armeen mit etwa 500.000 Soldaten in der „Falle von Lothringen“ zwischen Nancy und Belfort eingeschlossen.

### Italiens Einmarsch in Südfrankreich

Italienischer Angriff auf Mentone

Mussolini verkündete am 10. Juni 1940 in Rom, dass Italien Frankreich und Großbritannien zum 11. Juni den Krieg erklärt hatte.
Am 21. Juni erteilte Mussolini der italienischen Armee den Befehl zum Angriff auf Südfrankreich, woraufhin die Offensive in den Alpen begann, um die eigene Verhandlungsposition zu stärken. Sie erzielte gegen erbitterten französischen Widerstand nur minimale Geländegewinne. Aus Gründen der Achsenpolitik veranlasste die deutsche Führung schließlich, dass ihr Waffenstillstand mit Frankreich erst Geltung erhielt, sobald Frankreich auch gegenüber Italien kapituliert hatte – eine Regelung, die sowohl in Paris als auch in Rom als demütigend empfunden wurde. Im deutschen Generalstab kamen angesichts der missglückten Offensive erstmals Zweifel an der Kampfkraft der Italienischen Streitkräfte auf.

## Nach dem Feldzug

### Frankreich

#### Weg zum Waffenstillstand

Frankreich nach dem Waffenstillstand

Ende Mai hatte Ministerpräsident Paul Reynaud den 84-jährigen Marschall Pétain zu seinem Stellvertreter ernannt. Als Reynaud am 17. Juni für die Fortsetzung des militärischen Kampfes und für die von Churchill vorgeschlagene britisch-französische Allianz (u. a. gemeinsame Staatsbürgerschaft und Währung) plädierte, blieb er im Kabinett in der Minderheit. Er trat zurück; sein Stellvertreter Pétain wurde neuer Ministerpräsident und ersuchte Deutschland um Waffenstillstand. Am Tag darauf, dem 18. Juni, rief Charles de Gaulle von Radio Londres aus das französische Volk mit dem „Appell des 18. Juni“ zur Fortführung des Widerstandes auf.
Am 22. Juni wurde in Compiègne der Waffenstillstand geschlossen, der am 25. Juni um 1:35 Uhr in Kraft trat. Die Bedingungen des Waffenstillstandes:
- Etwa 60 Prozent des Landes bleiben besetzt (Artikel II.), die Besatzung soll aber nach einem Sieg über England auf ein Minimum reduziert werden (Artikel III.). Elsass-Lothringen wird unter deutsche Verwaltung gestellt.
- Die Kosten für die Besatzung hat der französische Staat zu tragen (Artikel XVIII.)
- Die französischen Kriegsgefangenen bleiben bis zu einem Friedensvertrag Kriegsgefangene (Artikel XX.)
- Die französischen Truppen werden mit Masse demobilisiert und abgerüstet (Artikel IV.), der Vichy-Regierung werden in Frankreich Truppen in der Stärke von 100.000 Mann zugebilligt, die Streitkräfte in den Überseegebieten bleiben erhalten.
- Entwaffnung der französischen Flotte unter deutscher Aufsicht in den Heimatgewässern

Am 24. Juni 1940 wurde in Rom der italienisch-französische Waffenstillstand unterzeichnet.

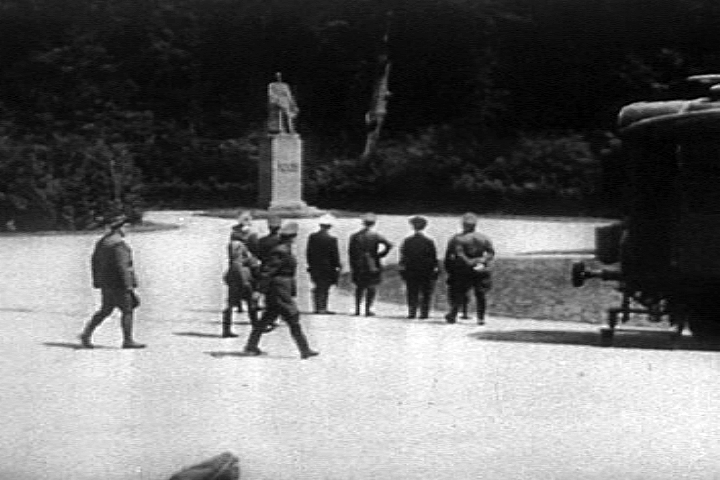
Hitler (Hand in die Seite gestützt) vor der Statue von Marschall Foch, bevor der Waffenstillstand unterzeichnet wird
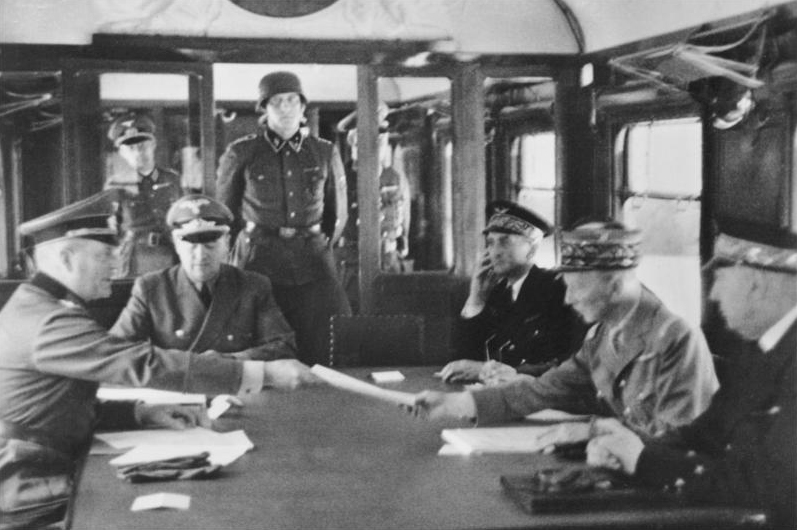
Überreichung der Waffenstillstandsbedingungen
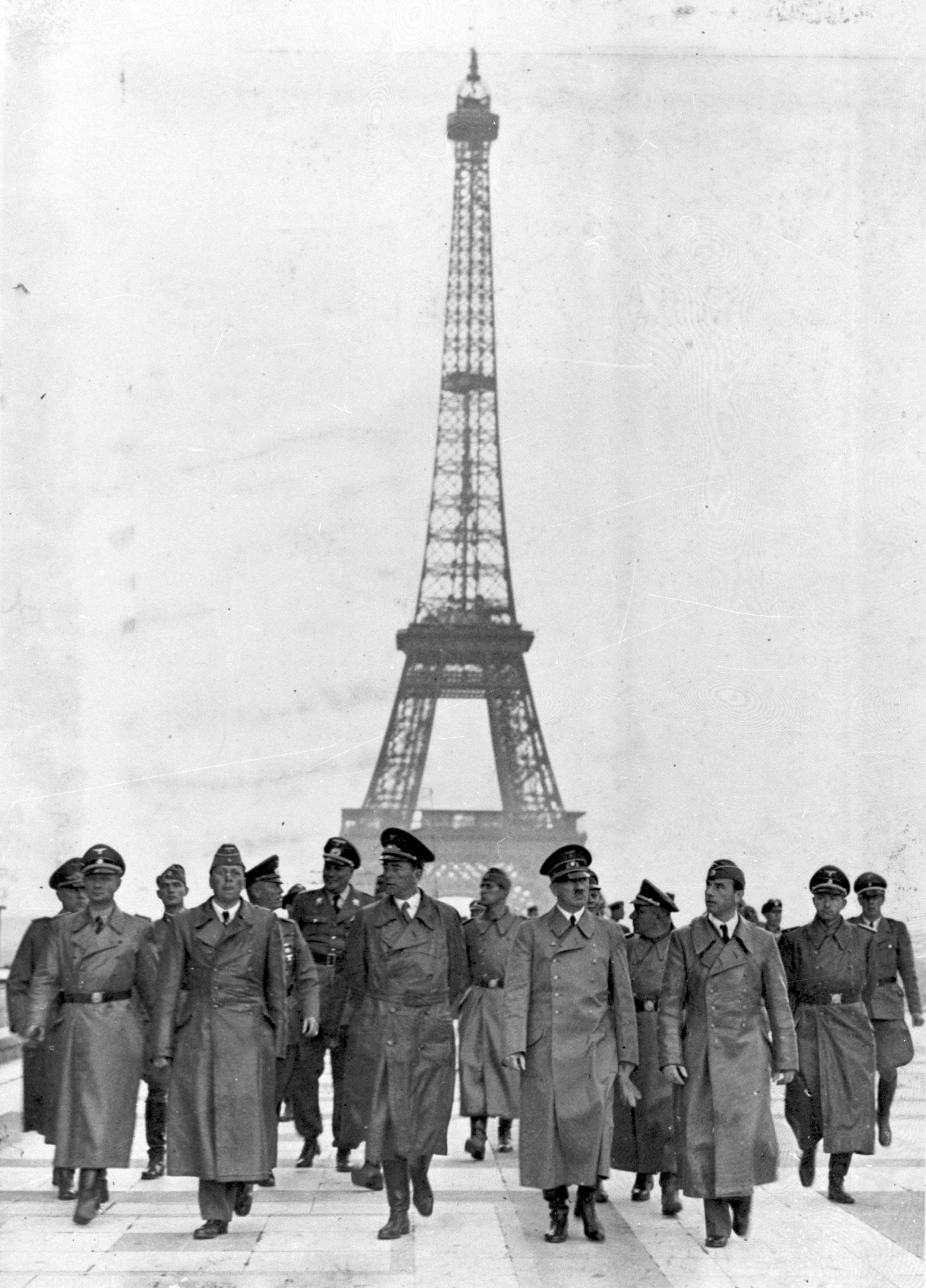
Hitler mit Begleitung nach der Besichtigung des Eiffelturms im Juni 1940

#### Frankreich nach dem Waffenstillstand

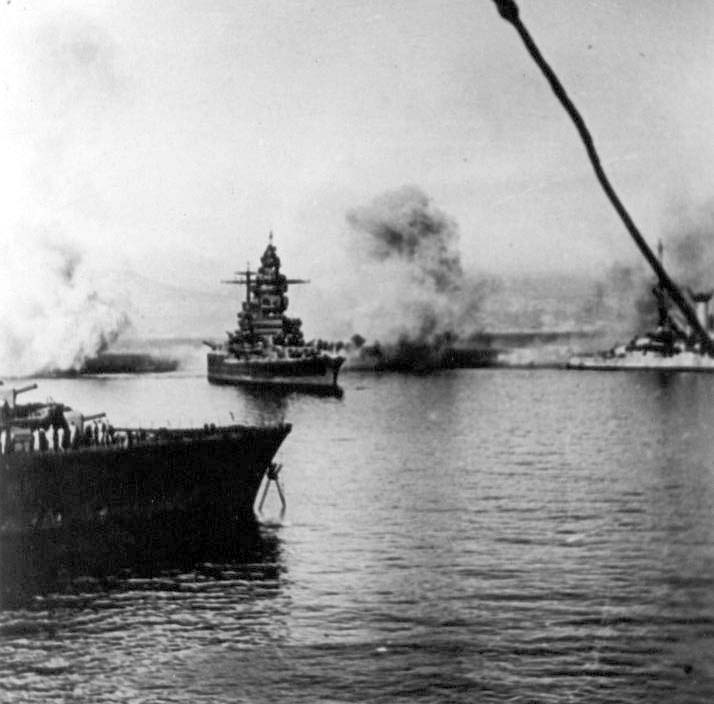
Französisches Kriegsschiff unter Beschuss von britischen Schiffen während der Operation Catapult, 3. Juli 1940

Noch vor dem Waffenstillstand hatte man die schwersten Einheiten der starken französischen Flotte unter dem Kommando von Admiral François Darlan in den Kriegshafen Mers-el-Kébir (Algerien) verlegt, um sie einem deutschen Zugriff zu entziehen. Da das britische Kabinett trotz der französischen Zusage, keine Schiffe an die Deutschen auszuliefern, kein Risiko eingehen wollte, wurde am 3. Juli die Operation Catapult durchgeführt. Der französische Flottenverband in Mers-el-Kébir wurde von der britischen Force H unter Führung von Admiral Somerville ultimativ aufgefordert, zu kapitulieren. Als die französische Marineführung das Ultimatum verstreichen ließ, wurde ein großer Teil der vor Anker liegenden Schiffe versenkt bzw. beschädigt. Dabei starben 1297 französische Seeleute, 350 wurden verwundet. Zu ähnlichen Einsätzen der Force H kam es am 3. Juli vor Oran und am 8. Juli in Dakar. Die Regierung Pétain brach daraufhin die diplomatischen Beziehungen zum Vereinigten Königreich ab.
Am 10. Juli übertrug das Parlament Pétain die Vollmacht zur Ausarbeitung einer neuen Verfassung. Auf deren Basis wurde der Marschall am 17. Juli zum „Chef de l’Etat“ des Vichy-Regimes mit weitreichenden Vollmachten gewählt. Er erklärte sein Land für neutral und lehnte am 24. Oktober den Vorschlag Hitlers ab, gemeinsam gegen das Vereinigte Königreich Krieg zu führen.
De Gaulle wurde am 28. Juni von Churchill zwar als „Leader of all Free Frenchmen“ anerkannt, eine Gegenregierung zum Vichy-Regime durfte er jedoch erst am 3. Juni 1943 etablieren: Nachdem er in Algier Fuß gefasst hatte, gründete er zusammen mit Henri Giraud das Comité français de la Libération nationale (CFLN) und übernahm bald allein dessen Leitung.

### Luxemburg
Der deutsche Außenminister Joachim von Ribbentrop versicherte am 10. Mai 1940, die territoriale und politische Unabhängigkeit des Großherzogtums Luxemburg werde nicht angetastet. Zunächst wurde Luxemburg tatsächlich bis zum 2. August unter Militärverwaltung gestellt. Danach wurde es als CdZ-Gebiet Luxemburg unter Gustav Simon auf Befehl Hitlers germanisiert und völkerrechtswidrig annektiert. Simon leitete die Judenverfolgung ein, führte den Reichsarbeitsdienst für junge Luxemburger ein und 10.211 Luxemburger mussten als Zwangsrekrutierte völkerrechtswidrigen Kriegsdienst in Wehrmacht oder SS leisten.

### Niederlande

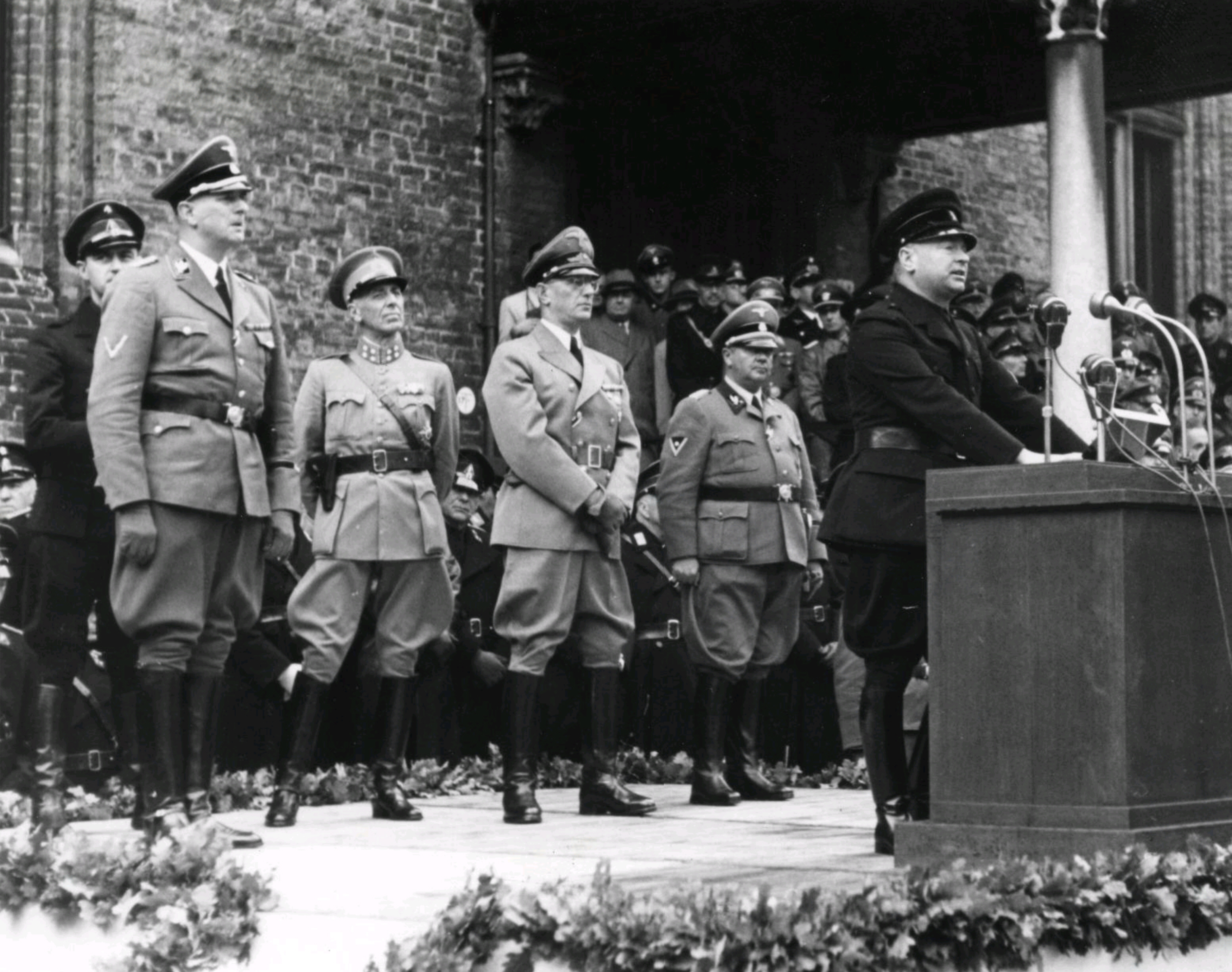
Hanns Albin Rauter, Hendrik Alexander Seyffardt (NSB), Seyß-Inquart, Wilhelm Harster und Anton Mussert (NSB), 11. Oktober 1941

Am 18. Mai 1940 wurde Arthur Seyß-Inquart zum Reichskommissar für die Niederlande berufen. Wehrmachtsbefehlshaber für die Niederlande wurde General Friedrich Christiansen. Unter der deutschen Herrschaft wurden die Arbeitspflicht und die Judenverfolgung eingeführt. Mit Hilfe der holländischen Nationaal-Socialistische Beweging (NSB) unter Anton Mussert wurde versucht, das artverwandte germanische Volk zu nazifizieren und nach dem Krieg sollten die Niederlande in ein Großgermanisches Reich integriert werden.
Königin Wilhelmina und die Regierung flohen nach London und bildeten dort eine Exilregierung. Die niederländische Marine und Teile der Luftwaffe entzogen sich dem deutschen Zugriff und kämpften auf der Seite der Alliierten weiter. Niederländisch-Indien mit der Königlich Niederländischen Indischen Armee unterstellte sich der Exilregierung und kämpfte später im Rahmen des ABDACOM auf der Seite der Amerikaner, Australier und Briten gegen die angreifenden Japaner in Südostasien.

### Belgien

#### Annexion Ostbelgiens

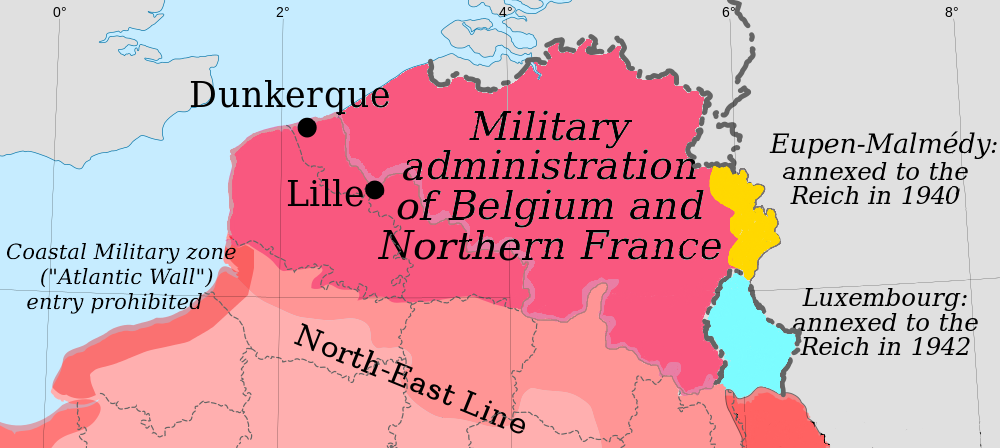
Belgien nach dem Westfeldzug

Vor der Kapitulation der belgischen Armee vom 28. Mai wurde mit Führererlass vom 18. Mai Ostbelgien – die Gebiete von Eupen, Malmedy und Moresnet – völkerrechtswidrig annektiert und in den Gau Köln-Aachen eingegliedert. Am 1. Juni 1940 wurden einige weitere, teilweise deutschsprachige Gemeinden annektiert, die vor 1920 nicht zum Deutschen Reich, sondern bereits zu Belgien gehört hatten. Die deutschsprachige Bevölkerung begrüßte den Schritt, wurde damit aber auch vom Deutschen Reich ab 1941 zum Kriegsdienst in Wehrmacht oder SS zwangsrekrutiert. Nach der Befreiung Belgiens durch die Westalliierten wurden die belgischen Kollaborationsgesetze auch auf sie angewandt.

#### Exilregierung
Die Regierung Hubert Pierlot floh über Limoges nach London ins Exil und konnte mit den freien belgischen Streitkräften (Forces belges libres) den Kampf fortsetzen. So kämpfte die belgische Force Publique (kongolesische Kolonialarmee) in Nordafrika und im Ostafrikafeldzug und in England wurden neben der Brigade Piron auch Luftwaffeneinheiten gebildet. König Leopold III. blieb in Belgien und wurde auf der Zwangsresidenz Schloss Laken festgehalten.

#### Belgien und Nordfrankreich
Mit dem Militärbefehlshaber Alexander von Falkenhausen und dem Verwaltungschef Eggert Reeder wurde die Militärverwaltung in Belgien und Nordfrankreich errichtet, die eine Volkstums- und Flamenpolitik betrieb und mit dem flämischen Nationalverband, den Rexisten und der vorgefundenen Zivilverwaltung zusammenarbeitete. Unter der deutschen Herrschaft wurden die Arbeitspflicht und die Judenverfolgung eingeführt. Am 18. Juli 1944 wurde Josef Grohé Leiter des Reichskommissariats Belgien und Nordfrankreich und Falkenhausen wurde abberufen.

## Bilanz

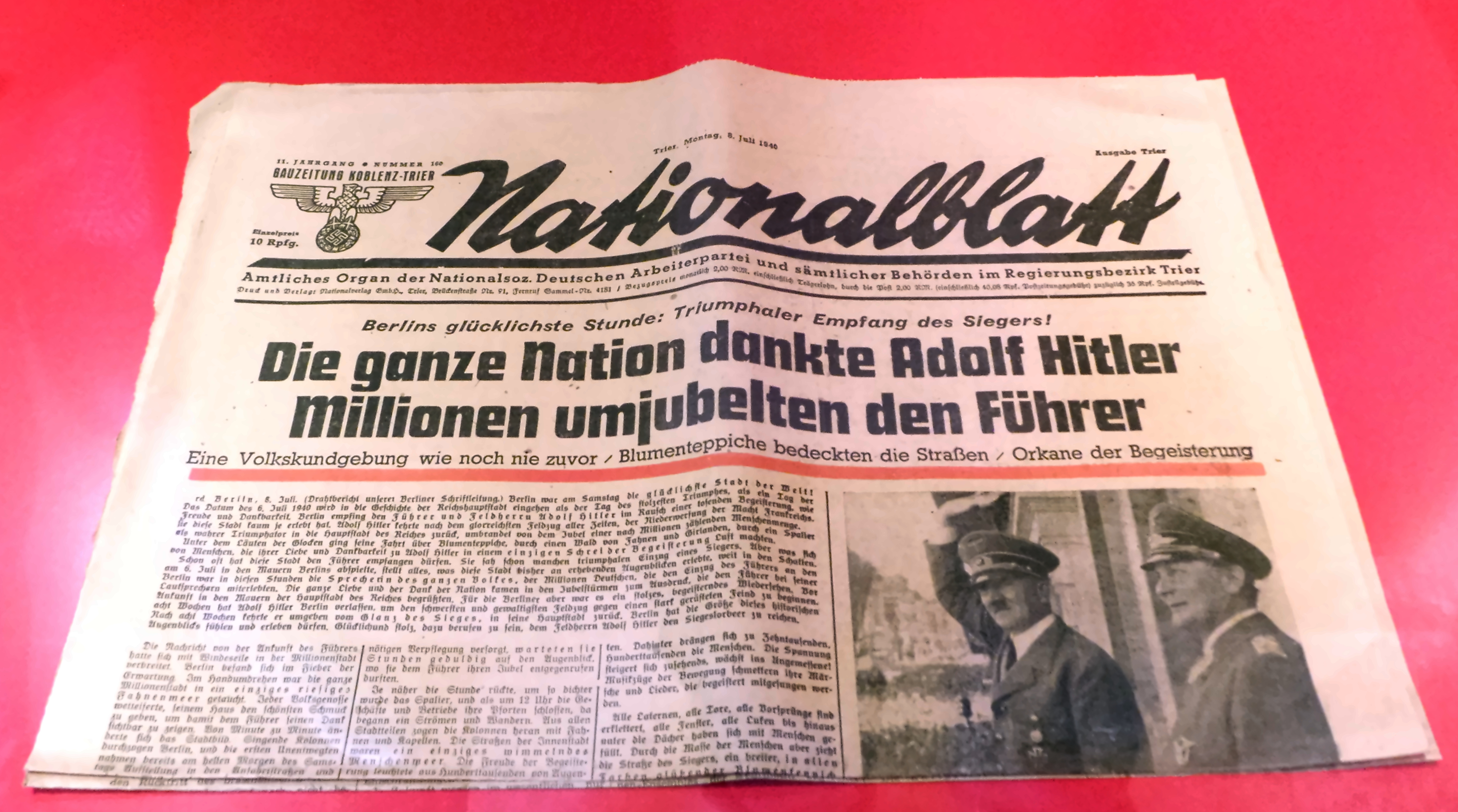
Hitler wird zum „Größten Feldherren aller Zeiten“ in den NS-Medien stilisiert. Empfang in Berlin, Nationalblatt 8. Juli 1940

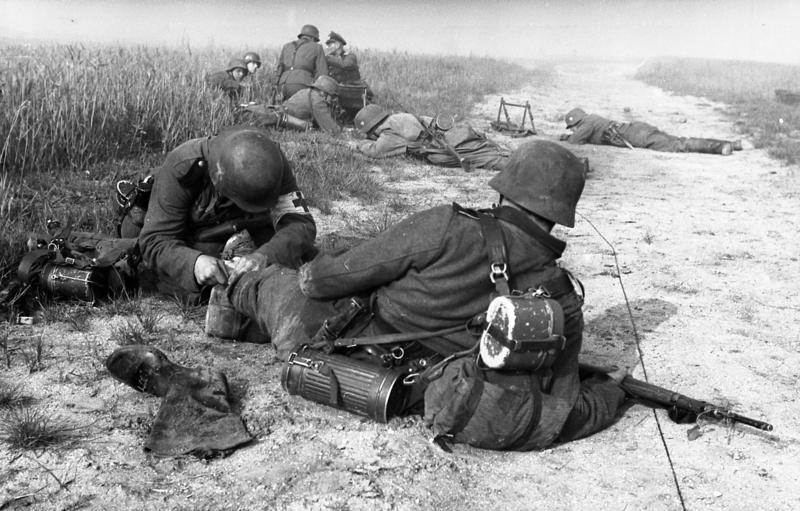
Sanitäter versorgen verwundete Soldaten der Wehrmacht

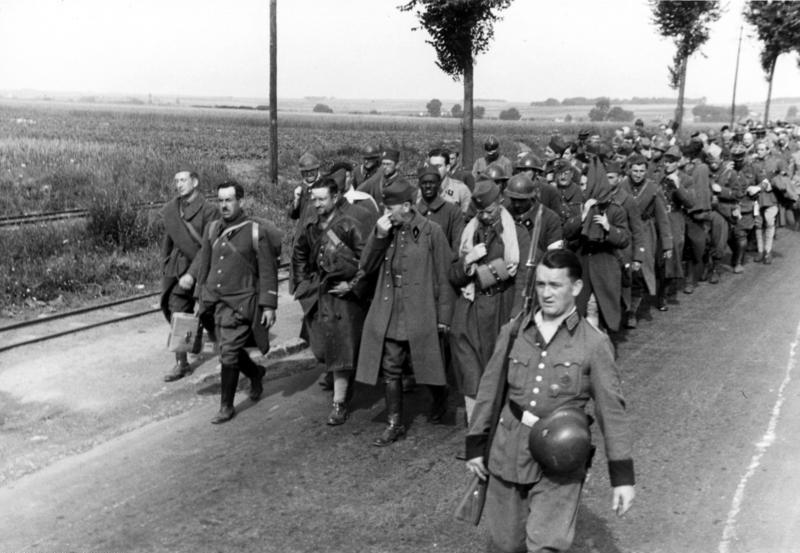
Französische Kriegsgefangene in Nordfrankreich Mai 1940.

Der Westfeldzug wurde von der deutschen Propaganda als Durchbruch zu einer neuen, revolutionären Taktik gepriesen. Man gab dieser Kampfform den Namen „Blitzkrieg“. Diese Darstellung wurde von den Besiegten akzeptiert, weil das Auftreten umwälzender Neuerungen eigene Fehler und Versäumnisse entschuldbar erscheinen ließ. Zwar war der Westfeldzug als schneller Bewegungskrieg konzipiert, aber die Durchführung lag nach Mansteins Abgang mit Rundstedt und dessen Generalstabschef Sodenstern in den Händen eher konservativer Denker, die ihre Panzerdivisionen lediglich als Vorausabteilungen der zu Fuß nachrückenden eigentlichen Kampfverbände sahen. Der Erfolg des Feldzuges ist nicht zuletzt jenen Panzerführern zuzuschreiben, die wie Guderian und Rommel gegen Befehle handelten.
Der Erfolg war auch durch das Verteidigungskonzept der Gegenseite möglich. Das starre Maginot-Denken mit seiner defensiven Ausrichtung war die größte Schwäche der Alliierten, demgegenüber die Deutschen mit ihrem flüssigen Blitzkrieg die operative Überlegenheit hatten. Die am Stellungskrieg orientierte alliierte Führungsorganisation war den Anforderungen eines Bewegungskrieges ebenso wenig gewachsen wie die taktische Grundausrichtung ihrer mobilen Kräfte.
Die deutsche Panzerwaffe konnte ihre zahlenmäßige Schwäche sowie die schwächere Bewaffnung und Panzerung ihrer Fahrzeuge durch Zusammenfassung der Panzer in den Panzerdivisionen, durch bessere Führung, bessere Kommunikation, durch eine effektivere Nachschub- und Instandsetzungsorganisation sowie durch enge Zusammenarbeit mit den Unterstützungswaffen am Boden und in der Luft mehr als wettmachen. So waren die deutschen Generäle vorne bei ihren Truppen, während General Gamelin weit im Hinterland den Kontakt zum französischen Parlament hielt.
Bei den Luftstreitkräften war die Situation ähnlich. Durch die enge Zusammenarbeit der deutschen Luftflotten mit den Heeresgruppen bis hinunter auf die taktische Ebene war es möglich, rasche und wirksame Luftunterstützung zu leisten und die zahlenmäßige Schwäche durch Konzentration der Kräfte auszugleichen.
Die eigenen Defizite wurden von den Alliierten zwar erkannt, die Kürze des Feldzuges erlaubte es jedoch nicht, sie zu beseitigen.

### Materielle Verluste
Die deutsche Wehrmacht verlor 714 Panzer, davon 428 der Typen I und II. 1236 Flugzeuge gingen verloren, weitere 323 wurden beschädigt.
Die Briten und Franzosen verloren die Mehrzahl ihrer Panzerfahrzeuge, der Flugzeugverlust betrug bei den Briten 1020 Maschinen, davon 477 Jagdflugzeuge. Bei den Franzosen lagen die Verluste bei 800 Flugzeugen.

### Personelle Verluste und Folgen des Westfeldzugs

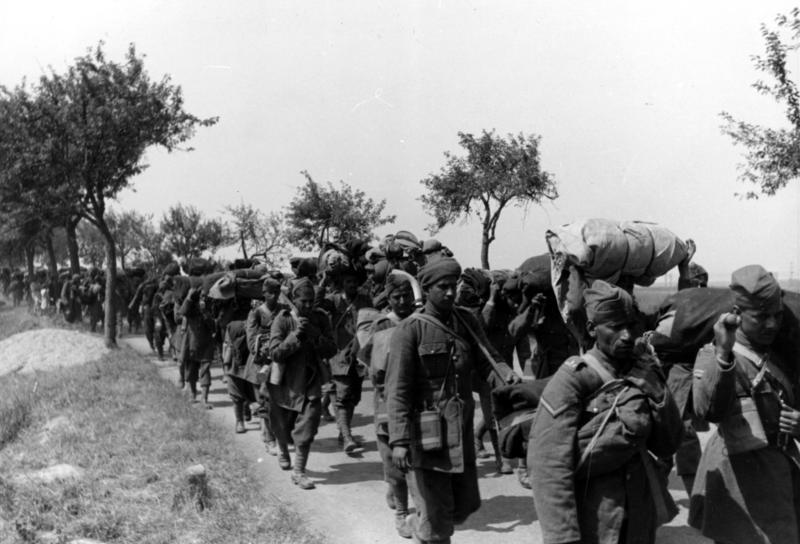
Französische Kriegsgefangene im Mai 1940

Nach neueren Feststellungen fielen vom 10. Mai bis zum Waffenstillstand knapp 60.000 französische Soldaten (ohne Marine).
Von den 1,6 Millionen französischen Kriegsgefangenen verblieb etwa eine Million bis Kriegsende in deutscher Gefangenschaft, wo sie vorwiegend als Zwangsarbeiter eingesetzt wurden. Etwa 40.000 von ihnen starben dort.
Jüdische Kriegsgefangene wurden in den Stammlagern abgesondert und wurden gezwungen, ein besonderes Kennzeichen zu tragen. Erst die Intervention des Internationalen Komitees vom Roten Kreuz führte zu einem Kennzeichnungsverbot.
Von den im Zuge des „Service du Travail Obligatoire“ (STO) des Vichy-Regimes in Deutschland eingesetzten 720.000 Zwangsarbeitern starben fast 40.000. Dies ist nur ein kleiner Teil jener 350.000 französischen zivilen Kriegsopfer.
Von den 75.721 (meist in das Vernichtungslager Auschwitz) verschleppten französischen Juden kehrten lediglich 2566 zurück. In den Jahren 1942, 1943 und 1944 wurden 73.853 als jüdisch deklarierte Menschen (rund ein Viertel aller in Frankreich lebenden Juden) in Vernichtungslager deportiert; zwei Drittel von ihnen waren nicht französische Staatsbürger.
20.000 Mitglieder der französischen Widerstandsbewegung (Résistance) fielen im Kampf, 30.000 wurden hingerichtet und 60.000 wurden in Konzentrationslager gesperrt; von diesen kehrte weniger als die Hälfte zurück. Weitere starben im Zuge von Kampfhandlungen oder wurden Opfer von Repressionsmaßnahmen der Besatzer oder des Vichy-Regimes.
Bei Geiselerschießungen starben 29.662 Franzosen.
In diesen Zahlen sind weder jene 70.000 Juden noch jene ähnlich hohe Zahl von Menschen anderer Konfessionen enthalten, die sich nach Frankreich geflüchtet hatten und von den französischen Behörden ausgeliefert wurden.
Nach dem Krieg wurden im Zuge der „Épuration sauvage“ („wilde Reinigungsphase“) etwa 11.000 vermeintliche oder echte „Kollaborateure“ getötet, über 6000 wurden in ordentlichen Gerichtsverfahren zum Tode verurteilt, weitere erhielten Gefängnisstrafen und/oder verloren ihre französische Staatsbürgerschaft.

### Internierte polnische Soldaten in der Schweiz
Im Juni 1940 wurden über 12.000 Soldaten der 2. polnischen Infanterieschützen-Division unter dem Kommando von General Bronisław Prugar-Ketling (1891–1948) in Frankreich von ihrem Nachschub abgeschnitten und zur Schweizer Grenze gedrängt. Um der Gefangennahme zu entgehen, überschritten die Soldaten die Grenze und wurden bis zum Kriegsende interniert. Dort leisteten sie freiwillige Arbeitseinsätze, fast in der gesamten Schweiz vor allem beim Straßenbau im Rahmen der Landesverteidigung. Die gebauten Straßen werden zumeist bis heute als Polenstraßen oder Polenwege bezeichnet.

### Juristische Aufarbeitung

#### Kriegsverbrechen
Im Laufe des Feldzuges und unmittelbar nach dem Waffenstillstand kam es zu zahlreichen Kriegsverbrechen an Kriegsgefangenen wie an Zivilisten. Bereits am 27. Mai 1940 hatten deutsche Truppen ein Massaker in Vinkt verübt, bei dem über 130 Zivilisten ums Leben kamen. In Oignies und Courrières wurden am folgenden Tag insgesamt 114 Zivilisten ermordet, weil sich deutsche Truppen von Franktireurs angegriffen wähnten. Die Leibstandarte SS Adolf Hitler ermordete am selben Tag zwischen 80 und 97 britische und französische Soldaten beim Massaker von Wormhout. Die SS-Division Totenkopf ist ebenfalls für zahlreiche Morde an Kriegsgefangenen verantwortlich, etwa für das Massaker von Le Paradis an 99 britischen Soldaten oder für die Ermordung Kriegsgefangener aus der Tirailleurs sénégalais. Schätzungsweise 1500 bis 3000 Angehörige der Tirailleurs sénégalais und anderer französischer Kolonialtruppen, die während des Feldzuges in die Hände deutscher Truppen fielen, wurden ermordet.
Nach einem Befehl des Oberkommandos der Wehrmacht (OKW) sollten in Kriegsgefangenschaft geratene Reichsdeutsche (also etwa Emigranten oder Österreicher) und ehemalige tschechoslowakische Staatsangehörige in französischer oder britischer Uniform noch in den Gefangenensammelstellen standrechtlich erschossen werden. Durchführungsbestimmungen zu diesem Befehl ergingen nicht mehr vor dem Waffenstillstand am 22. Juni 1940, worauf der Befehl nicht mehr ausgeführt wurde. Auch zog die französische Armeeführung gefährdete Soldaten von der deutschen Front zurück.
Im Zusammenhang mit dem völkerrechtswidrigen OKW-Befehl vom Juni 1940 behauptete dagegen Raul Hilberg, deutsche Juden, die in Einheiten der französischen Armee dienten, seien meist bald nach der Gefangennahme, noch vor dem Abtransport in die Stammlager, abgesondert und ermordet worden. Dieser Aussage schlossen sich weitere Autoren an.
Von alliierter Seite begangene Verbrechen wurden von der Wehrmacht-Untersuchungsstelle dokumentiert. Dabei handelt es sich vor allem um Fälle von angeblicher Misshandlung notgelandeter Flieger und Beraubung von Kriegsgefangenen. Ein französischer Oberleutnant wurde am 27. Oktober 1940 von einem deutschen Feldkriegsgericht zum Tode verurteilt, weil er den Tod zweier deutscher Kriegsgefangener verursacht haben sollte. Die Strafe wurde später in eine Freiheitsstrafe umgewandelt.

#### Verbrechen gegen den Frieden
Die Planung und Durchführung des unprovozierten Angriffskrieges gegen die neutralen Staaten Holland, Belgien und Luxemburg wurde im Nürnberger Prozess gegen die Hauptkriegsverbrecher der militärischen und politischen Führungsriege als Führungsverbrechen vorgeworfen und als solches verurteilt.

### Weitere Folgen
Deutsches Reich
- Hitlers Selbstvertrauen und Status als Stratege stieg aufgrund der erfolgreichen Umsetzung des vom Generalstab abgelehnten Manstein-Planes. (Wilhelm Keitel bezeichnete Hitler bei Siegesfeiern als den „Größten Feldherrn aller Zeiten“).
- Die Widerstände des Generalstabes gegen einen Angriff auf die UdSSR nahmen ab.
- Der deutsche politische Widerstand, der ein Scheitern des Westfeldzuges prognostizierte, erlitt einen schweren Rückschlag, da auch die Zustimmung der Bevölkerung zu Hitlers Politik stieg.
- Das Deutsche Reich erhielt Zugriff auf die umfangreichen Rohstoffreserven und das industrielle Potential Frankreichs.
- Deutschland strebte die Bildung einer „kontinentalen Allianz“ mit Italien, Spanien und Frankreich zum gemeinsamen Kampf gegen Großbritannien an, was nicht zuletzt an konkurrierenden territorialen Ansprüchen scheiterte.[90]
- Die Voraussetzungen zur Führung eines See- und Luftkrieges gegen Großbritannien hatten sich entscheidend verbessert, mehrere französische Atlantikhäfen wurden zu U-Bootstützpunkten ausgebaut. Die Luftschlacht um England sollte das Unternehmen Seelöwe, die Invasion Großbritanniens, vorbereiten.
- Die deutsche Panzertaktik wurde zur neuen bis heute international gültigen Panzerdoktrin.

Frankreich
- Das Vichy-Regime erklärte sich als neutral und war bereit, mit den Deutschen an der „Neuordnung Europas“ mitzuwirken.
- Frankreich musste am 20. Juni 1940 den Japanern Stützpunkte und Durchmarschrechte in Indochina zubilligen.

Vereinigtes Königreich
- Die Briten standen im Westen im Kampf gegen das Deutsche Reich zunächst allein, konnten jedoch auf materielle und militärische Hilfe (Konvoischutz) durch die USA bauen. Die Vichy-Regierung wurde anerkannt, ein offener Krieg mit Frankreich sollte vermieden werden, da die Ressourcen dafür nicht reichten. Auf alle Fälle sollte der Zugriff der Deutschen auf die französische Flotte (britischer Überfall auf Oran – siehe Operation Catapult), auf Syrien (Ölinteressen im Irak) und die Nutzung der Häfen Dakar (→ Gefecht von Dakar) und Diego Suarez (Madagaskar) unterbunden werden.
- Statt Paris wurde London das Zentrum europäischer Exilpolitik; zur Drehscheibe zahlreicher nationaler Geheimdienste entwickelte sich das neutrale Schweden.

Italien
- Italien trat am 10. Juni in den Krieg ein und okkupierte französisches Territorium an der Côte d’Azur, es wurde durch seinen missglückten Überfall auf Griechenland zum Auslöser des Balkankrieges und verwickelte das Deutsche Reich in den Krieg in Nordafrika, der 1943 mit der Niederlage der deutsch-italienischen Streitkräfte in Tunesien endete.

Vereinigte Staaten von Amerika
- Franklin D. Roosevelt mobilisierte politische Kräfte, um im Widerspruch zur neutralistischen Grundstimmung in den USA Großbritannien unterstützen zu können. Im Februar 1941 kam es zum Leih- und Pachtgesetz. Durch den Geleitschutz für Konvois nach Großbritannien befanden sich die USA im Atlantik bereits ab September 1940 faktisch im Kriegszustand mit Deutschland.

Sowjetunion
- Der sowjetische Außenminister Molotow gratulierte dem Deutschen Reich am 17. Juni zum Sieg über Frankreich, sowjetische Truppen okkupierten am gleichen Tag die baltischen Staaten.

Rumänien
- Nach der erzwungenen Abtretung Bessarabiens an die Sowjetunion am 28. Juni trat das Königreich Rumänien der Achse bei.